# Cittadella di Petersberg
La cittadella di Petersberg (in tedesco: Zitadelle Petersberg) a Erfurt, nella Germania centrale, è una delle fortezze cittadine più grandi e meglio conservate d'Europa. La cittadella fu costruita, dal 1665, sulla collina di Petersberg, nella parte nord-occidentale del centro storico della città, quando Erfurt era governata dall'elettorato di Magonza. È circondata da oltre due chilometri di mura in pietra ed occupa una superficie di 36 ettari.
Erfurt, nei secoli, è stata anche governata da Svezia, Prussia, Napoleone, dall'Impero tedesco, dai nazisti e dalle forze di occupazione sovietiche del secondo dopoguerra, e faceva parte della Repubblica Democratica Tedesca (Germania dell'Est). Tutti questi regimi hanno utilizzato la cittadella di Petersberg e hanno avuto un'influenza sul suo sviluppo. La fortezza barocca è stata in uso militare fino al 1963. Dalla riunificazione tedesca, nel 1990, la cittadella ha subito un restauro significativo ed è ora aperta al pubblico come sito storico. Anche il suo labirinto di passaggi sotterranei è aperto ai visitatori e il panificio della fortezza (del 1832) è di nuovo funzionante.
La fortezza è anche conosciuta con il suo nome francese, Citadelle Petersberg, poiché le truppe francesi vi rimasero di stanza dal 1806 al 1814, quando Erfurt era sotto l'occupazione napoleonica. Napoleone visitò Erfurt diverse volte e la cittadella fu ulteriormente sviluppata durante il suo governo, sebbene parti di essa furono danneggiate in una battaglia nel 1813.
Fu costruita sul sito di un monastero benedettino medievale e le prime parti del complesso risalgono al XII secolo.
L'edificio dell'ex caserma inferiore (tedesco: Untere Kaserne) è ora utilizzato per ospitare e amministrare gli archivi del Commissariato Federale per gli Archivi della Stasi.
La Cittadella di Cyriaksburg, è una fortezza più piccola, a sud-ovest del centro di Erfurt, che risale al 1480. Ora è la sede del Museo tedesco dell'orticoltura. Durante il periodo napoleonico fu costruita una trincea nascosta che collegava le due cittadelle. I resti di questo collegamento sono ancora visibili oggi nella cittadella di Cyriaksburg.

## Storia

### Sfondo

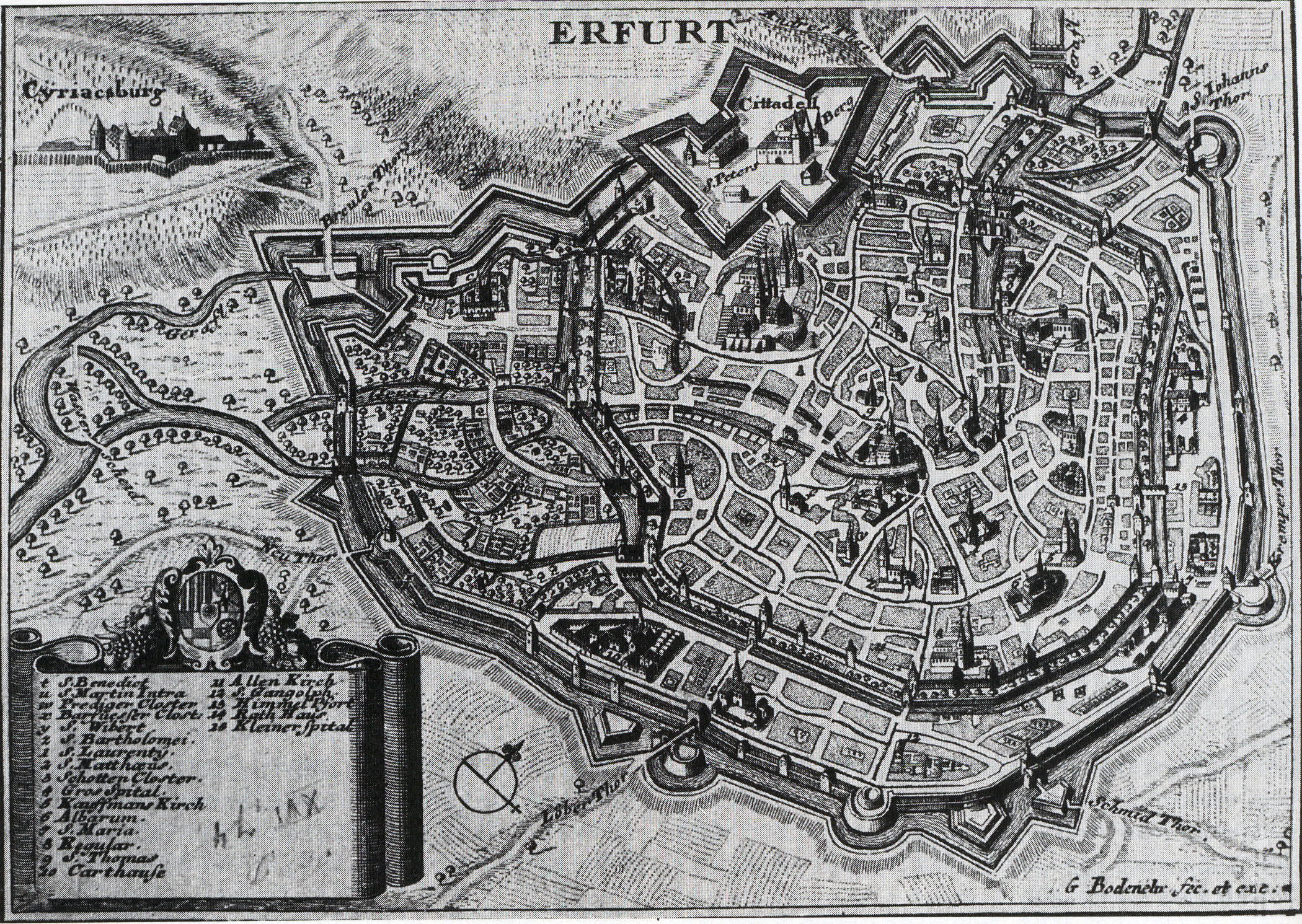
Mappa dell'allora città murata di Erfurt, 1730, che mostra la cittadella di Petersberg nella parte superiore occidentale della città.

La storia della cittadella di Petersberg è intrecciata con quella della città di Erfurt. La città fu menzionata per la prima volta nel 742 in una lettera di San Bonifacio a papa Zaccaria, quando fu istituita la diocesi cattolica di Erfurt. Faceva parte del Sacro Romano Impero e venne introdotta nella diocesi di Magonza nel 755. Il primo ritrovamento archeologico del Medioevo sulla collina di Petersberg è una moneta risalente all'850 circa, dai tempi di Lotario I, imperatore del Sacro Romano Impero dall'817 all'855. È stata trovata in una tomba, nella bocca del defunto.
L'edificio più antico sopravvissuto nella cittadella è la Peterskirche (Chiesa di San Pietro), che faceva parte del monastero benedettino di San Pietro e Paolo, da cui prende il nome la collina, e successivamente la cittadella. La prima testimonianza registrata del monastero risale al 1060, ma potrebbe essere esistito molto tempo prima. L'edificio originale andò bruciato nel 1080, ma fu ricostruito dal 1103 al 1147 e la chiesa di San Pietro è di questo secondo periodo. Nel 1184, in questo edificio si verificò il disastro della latrina di Erfurt, dove durante una riunione di nobili provenienti da tutto il Sacro Romano Impero, gli invitati caddero nella latrina, per un cedimento del pavimento, e almeno in 60 annegarono.
La città divenne gradualmente più indipendente durante il XII secolo e nel 1217 divenne completamente indipendente con la fondazione del proprio consiglio comunale. Dal 1066 al 1873 il centro storico di Erfurt è stato circondato da una cinta muraria. Intorno al 1168 questa fu estesa per correre intorno al lato occidentale della collina di Petersberg, racchiudendola entro i confini della città. Intorno al 1625 il consiglio comunale fece rafforzare le mura della città, al Petersberg, costruendo una grande opera a corno e due bastioni. Questi sono i bastioni chiamati Gabriel e Michael. Durante la Guerra dei trent'anni (1618-1648), Erfurt fu occupata dalle forze svedesi dal 1631. Il re svedese, Gustavo II Adolfo, sperava di costruire una fortezza sulla collina di Petersberg, ma morì nel 1632 e i piani non vennero mai realizzati. Tuttavia, gli svedesi rafforzarono l'attuale Bastione Gabriel nel 1643. Nel 1664 la città e la zona circostante furono conquistate dall'elettorato di Magonza. Il 1º giugno 1665 fu posta la prima pietra della cittadella di Petersberg.

### Costruzione della cittadella
La prima fase di costruzione formale durò dal 1665 al 1707, in seguito all'ordine di Johann Philipp von Schönborn (1605-1673), arcivescovo elettore di Magonza e vescovo di Würzburg e Worms, di costruire la cittadella. Von Schönborn aveva da poco conquistato Erfurt e voleva costruire la fortezza per dimostrare il suo potere alla popolazione locale, al fine di sopprimere ogni idea di ribellione.
Un progetto, che l'architetto di Erfurt Caspar Vogel (c.1660-1663) aveva creato per il re svedese Gustavo Adolfo II, servì come modello di base per la cittadella, e il lavoro fu sostanzialmente influenzato da Antonio Petrini (c.1620 -1701) l'architetto della corte imperiale di Magonza. Ciò includeva la costruzione delle mura, dei bastioni, dei rivellini chiamati Anselmo e Lotha, la porta principale (Peterstor) e l'edificio del comandante, tre caserme, che sono tra le più antiche caserme sopravvissute in Germania, e le gallerie all'interno delle mura, chiamate Horchgänge in tedesco, che significa "passaggi di ascolto".
La seconda fase di costruzione avvenne tra il 1707 e il 1728, sotto la direzione dell'architetto Maximilian von Welsch (1671-1745), che, nel 1714, fu nominato cavaliere imperiale con il titolo di Edler von Welsch, da Carlo VI, imperatore del Sacro Romano Impero, per i suoi servizi all'architettura. Welsch pose un'enfasi particolare sul rafforzamento della fortezza e sulle difese delle trincee.
Erfurt divenne parte del Regno di Prussia nel 1802, per compensare la Prussia dei suoi territori sulla riva sinistra del Reno che aveva perso a favore della Francia. Tuttavia, il 16 ottobre 1806 Erfurt fu consegnata alle forze francesi in quella che è conosciuta come la capitolazione di Erfurt, che seguì la sconfitta prussiana nella battaglia di Jena-Auerstadt.

### Periodo napoleonico (1806-1814)

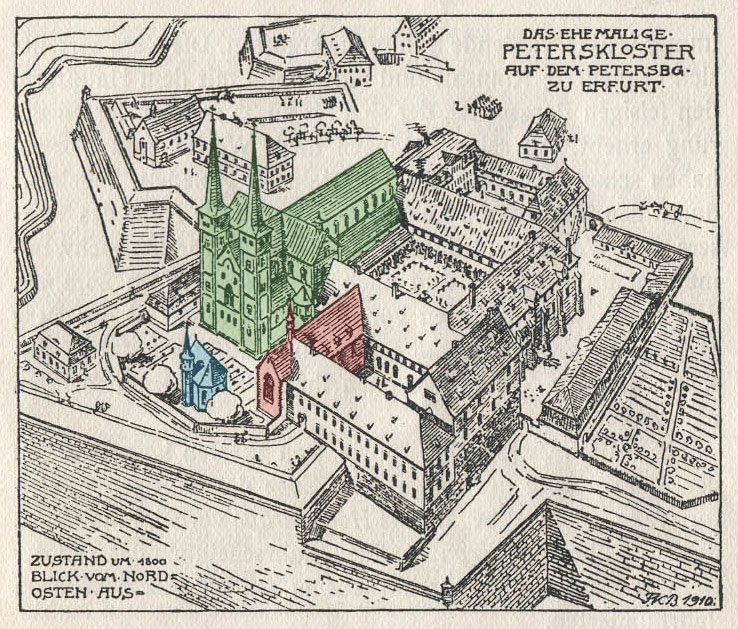
Edifici del monastero, nel 1800, che furono danneggiati in una battaglia nel 1813. La chiesa di San Pietro è contrassegnata in verde, la cappella del Corpus Domini in blu e la cappella di Sant'Anna in rosso.

Le truppe francesi rimasero di stanza a Erfurt dal 1806 al 1814, quando Erfurt era sotto l'occupazione dell'esercito napoleonico. Napoleone arrivò in città il 23 giugno 1807 e creò il Principato di Erfurt, che governò personalmente.
Napoleone visitò Erfurt diverse volte durante l'occupazione francese avendo assunto un particolare interesse per la cittadella di Petersberg. Rimase a Erfurt dal 27 settembre al 14 ottobre 1808, quando incontrò lo Zar Alessandro I di Russia in occasione del Congresso di Erfurt. I due visitarono insieme la cittadella di Petersberg durante il Congresso.
Napoleone si recò nuovamente a Erfurt il 15 dicembre 1812, al suo ritorno dalla Russia, e dal 25 al 28 aprile 1813. Il 21 aprile 1813 aveva ordinato che la cittadella fosse rafforzata ed equipaggiata in modo che potesse ospitare 2000 uomini sotto assedio per sei mesi. Sia le truppe francesi che i residenti civili di Erfurt furono messi al lavoro al progetto, con oltre 3000 civili che lavorarono alla costruzione dei fossati che circondano le mura esterne. Il lavoro venne svolto sia di giorno che di notte, utilizzando torce accese. Durante questo periodo fu costruita una trincea nascosta che collegava Petersberg con la cittadella di Cyriaksburg, i cui resti sono visibili ancora oggi a Cyriaksburg.
Il 4 novembre 1813 le forze prussiane, austriache e russe si avvicinarono a Erfurt e cercarono di convincere i francesi ad arrendersi e a lasciare la cittadella. I francesi non aderirono alla richiesta e pertanto venne aperto il fuoco sulla cittadella il 6 novembre, alle sei del mattino. Un certo numero di edifici andarono a fuoco, tra cui il corpo di guardia principale, l'edificio del monastero e parti della chiesa di San Pietro. Anche centoventuno case nel centro della città sotto la cittadella furono distrutte.
I francesi non si arresero, ma ci fu una tregua estesa e all'inizio di gennaio del 1814 la città di Erfurt fu consegnata ai prussiani, anche se le truppe francesi rimasero ancora nelle cittadelle di Petersberg e Cyriaksburg. Quando Parigi fu catturata dalle truppe alleate, nell'aprile 1814, le truppe napoleoniche rimasero ancora nella cittadella di Petersberg. Fu solo il 5 maggio 1814 che il feldmaresciallo francese Alexandre Dalton si arrese e consegnò pacificamente la cittadella ai prussiani.

### Dominio prussiano (1814-1871)

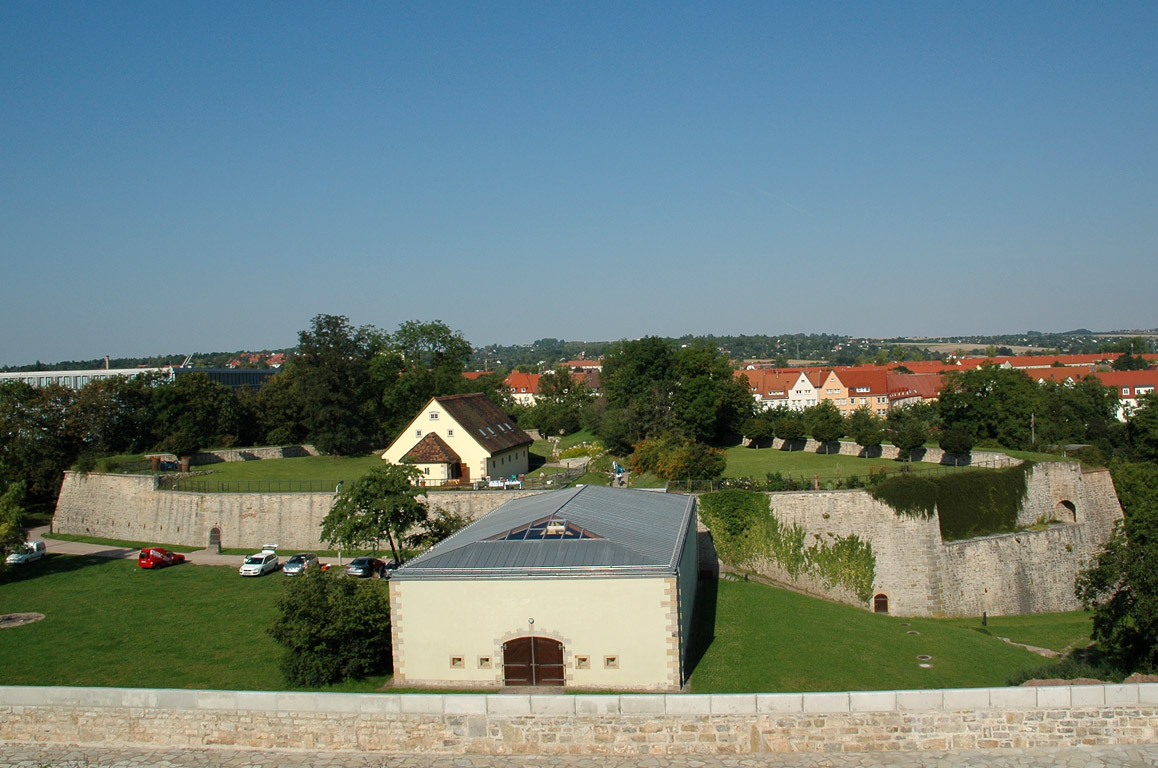
Caponiera, costruita nel 1824/1825, tra le mura della cittadella e Ravelin Anselm

Quando i prussiani ripresero la cittadella nel 1814, diedero inizio ad una nuova fase di costruzione che durò fino al 1868. Volevano rendere la fortezza "a prova di bomba" e resiliente alla forza delle armi più recenti. In questo periodo costruirono la Caserma della difesa, il forno della fortezza, i pozzi, le latrine e le caponiere. Una caponiera fa parte di una fortificazione costruita in un fossato per fornire una difesa coperta allo stesso e/o l'accesso alle parti esterne della fortezza.

### Impero tedesco (1871-1918)
Dopo l'unificazione della Germania, nel 1871, Erfurt divenne parte dell'Impero tedesco di recente istituzione. La minaccia per la città, da parte dei vicini sassoni e bavaresi, non era più reale, e pertanto si decise di smantellare le mura della città. Oggi ne rimangono solo pochi resti.
Nel giugno 1873 l'imperatore Guglielmo I diede ordine che le cittadelle di Petersberg e Cyriaksburg venissero abbattute, ma per mancanza di fondi la cosa non venne realizzata. Vennero solo rimosse due porte (Peter e Wilhelm) e l'opera a corno lungo le mura. Venne costruita una strada di accesso e venne demolita la lunetta I mentre la Lunetta II e la Gabriel vennero ridotte in altezza. Le macerie vennero utilizzate per riempire i fossati.
Prima della prima guerra mondiale ci fu un rinnovato interesse per la posizione militare strategica della cittadella di Petersberg. Tra il 1912 e il 1914 furono costruiti nuovi edifici, come laboratori,  magazzini, caserme e un centro di detenzione militare.

### Dopo la prima guerra mondiale
La fortezza rimase un'importante posizione di presidio fino alla fine della guerra nel 1918. Dopo la prima guerra mondiale, a seguito del trattato di Versailles del 1919, ci fu un graduale abbandono delle strutture militari durante il periodo della Repubblica di Weimar. Petersberg venne utilizzata come orto dalla polizia civile, che aveva un centro di detenzione, garage per i mezzi, officine e negozi sul sito.

### Periodo nazista (1933-1945)

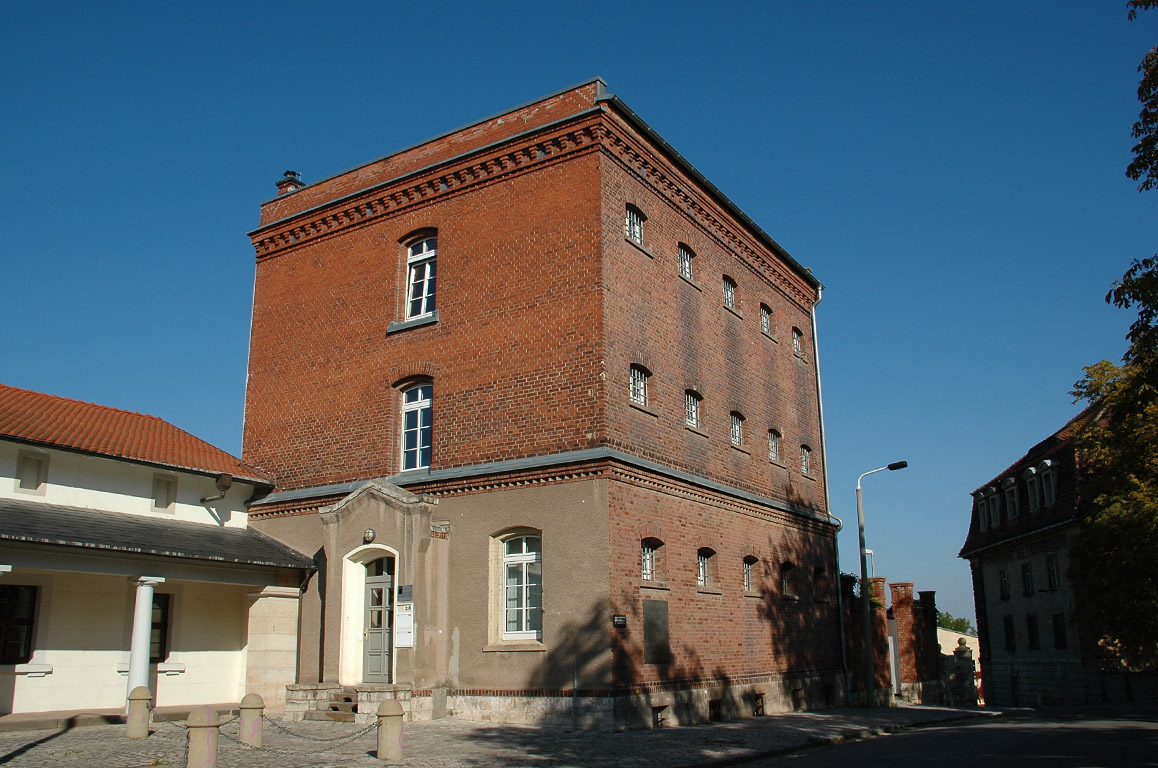
Centro di detenzione, costruito nel 1912-1914, dove erano tenuti gli oppositori politici.

Quando i nazisti salirono al potere, nel 1933, portarono nuovamente la cittadella ad un uso militare. Costruirono casematte e dal 1935 vi vennero basate unità dell'esercito divisionale, dell'esercito di riserva e l'ufficio di reclutamento dell'esercito distrettuale.
Sempre dal 1935, i nazisti usarono parti della cittadella come prigione per l'internamento dei loro nemici politici, come comunisti e sindacalisti. Erano tenuti in un centro di detenzione della polizia originariamente costruito per ospitare fino a 60 prigionieri, ma al suo apice c'erano 241 internati ammassati nella struttura. Molti degli internati furono inviati direttamente dalla cittadella di Petersberg ai campi di concentramento. Alcuni furono assassinati dai nazisti nella cittadella stessa. I nazisti avevano anche un tribunale militare presso la cittadella, per giudicare i disertori, che poteva pronunciare condanne a morte su coloro che venivano processati, e talvolta queste persone venivano immediatamente giustiziate nella cittadella. Oggi c'è un memoriale per coloro che vennero torturati dai nazisti nel sito.
La struttura subì alcuni danni durante la guerra, compresa la Leonhardskirche del XII secolo (chiesa di San Leonardo) che fu completamente distrutta da un bombardamento aereo. La chiesa era stata trasformata in un deposito per l'artiglieria.

### Dopo la seconda guerra mondiale
Alla fine della seconda guerra mondiale, Erfurt fu liberata dalle forze americane, nell'aprile 1945, e consegnata all'amministrazione sovietica il 3 luglio 1945, come concordato alla Conferenza di Jalta, tenutasi nel febbraio 1945. Nel 1944, nella Caserma della difesa, venne istituito un campo di transito per gli sfollati e questo continuò a funzionare sotto l'amministrazione sovietica di occupazione dopo la guerra.
Nel 1949 la Zona di occupazione sovietica divenne la Repubblica Democratica Tedesca (Germania dell'Est). Dal 1947 la cittadella di Peterberg venne utilizzata principalmente per scopi civili, con caserme utilizzate dalla polizia. Dal 1956 al 1963 l'esercito della Germania dell'Est (tedesco: Nationale Volksarmee) utilizzò la cittadella e le sue caserme, ma venne poi trasferito in nuove strutture alla periferia della città. Successivamente, i principali utenti del sito furono la polizia, che la utilizzò come deposito delle attrezzature, e un'associazione per l'utilizzo dell'orto. La Stasi, la cui prigione e il quartier generale del distretto erano immediatamente sotto la cittadella, disponeva di magazzini e officine per il suo parco macchine fino al 1990. Il resto della cittadella era inutilizzato e le piante poterono ricrescere spontaneamente.

### Restauro
Dopo la riunificazione tedesca, nel 1990, è stato avviato un imponente progetto per ripristinare la cittadella. È stato il più grande progetto di questo tipo intrapreso dal consiglio comunale di Erfurt e venne finanziato dal consiglio comunale, dallo stato della Turingia e dai governi federali tedeschi. Vennero impiegate temporaneamente più di 300 persone. La maggior parte degli edifici aggiunti dal 1868 furono rimossi, la maggior parte degli edifici precedenti, inclusa la chiesa di San Pietro del XII secolo, furono restaurati o stabilizzati, i fossati furono ripuliti e le mura e i bastioni furono riparati, gli horchgänge (passaggi di ascolto) furono ripuliti e il panificio alimentato a legna della fortezza, del 1832, venne rimesso in funzione. Nel gennaio 2018, il restauro era ancora in corso.

## Principali edifici e strutture

### Mura

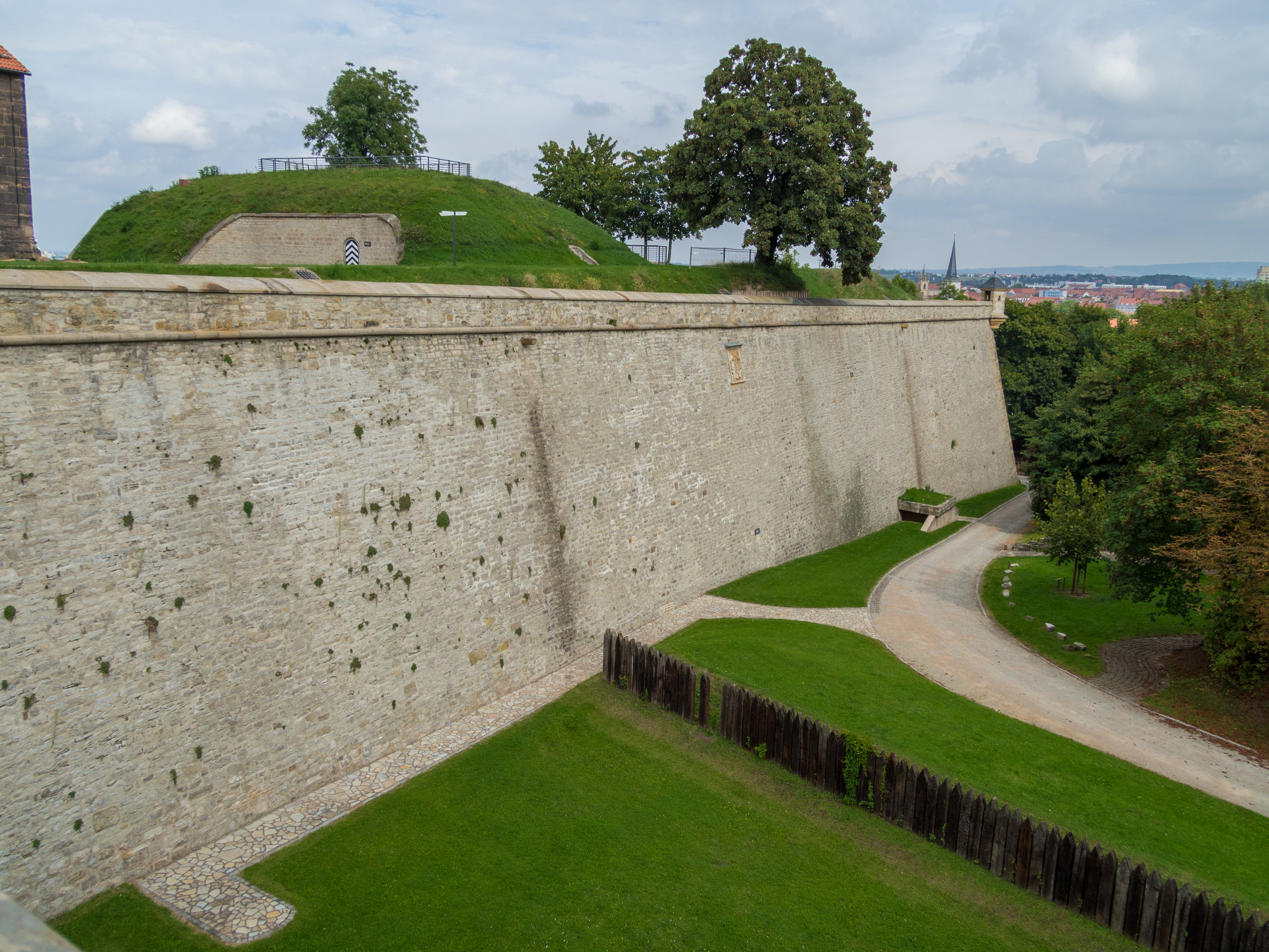
Mura in pietra della cittadella di Petersberg

La cittadella è circondata da 2.180 metri di mura in pietra, che furono erette nella prima fase di costruzione, a partire dal 1665. Formano la pianta a stella della cittadella, composta da otto bastioni e quattro rivellini e hanno uno spessore compreso tra 1,2 e 6 metri e un'altezza tra gli 8 e i 26 metri. Lungo il perimetro ci sono piccole torri di vedetta costruite nelle mura. Ora ci sono solo tre rivellini poiché il Wilhelm è stato rimosso nel XIX secolo.
Ci sono tunnel all'interno delle mura, chiamati Horchgänge (in tedesco: "passaggi di ascolto"). All'epoca in cui la cittadella fu costruita per la prima volta non c'erano trincee o fossati oltre il muro, quindi gli Horchgänge furono costruiti in modo che i soldati potessero attraversarli per ascoltare chiunque cercasse di scavare un tunnel per accedere alla fortezza.

### Portale ed edificio del comandante (Peterstor & Kommandantenhaus)

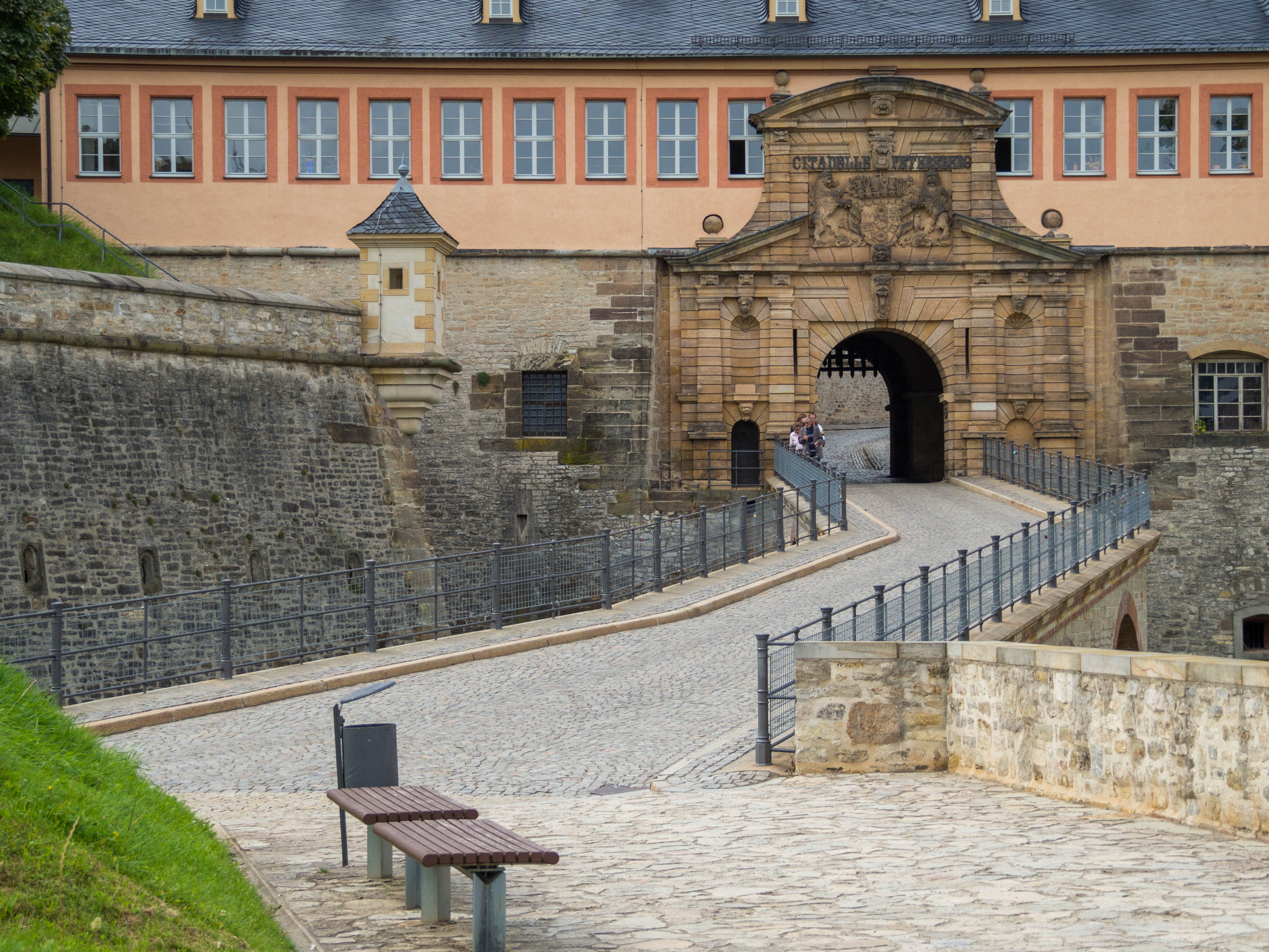
Portale principale ed edificio del comandante, 2014

La Peterstor, il portale d'ingresso principale alla cittadella, fu costruita tra il 1666 e il 1668. È stata progettata da Antonio Petrini e porta lo stemma di Johann Philipp von Schönborn (1605-1673), l'arcivescovo elettore di Magonza. Nel 1993 sono state ricostruite le due semiporte in legno all'interno del doppio arco d'ingresso. La scritta sopra la porta che recita "Citadelle Petersberg", venne installata nel 1861.
L'edificio del comandante fu costruito nel 1669 da maestranze italiane che lavoravano alla corte dell'Elettore di Magonza. Dal 1939 al 1945 fu utilizzato come tribunale militare dai nazisti. È stato restaurato nel 1998 ed è ora utilizzato dalla Tanztenne Petersberg, una scuola di danza popolare tradizionale della Turingia.

### Chiesa di San Pietro (Peterskirche)

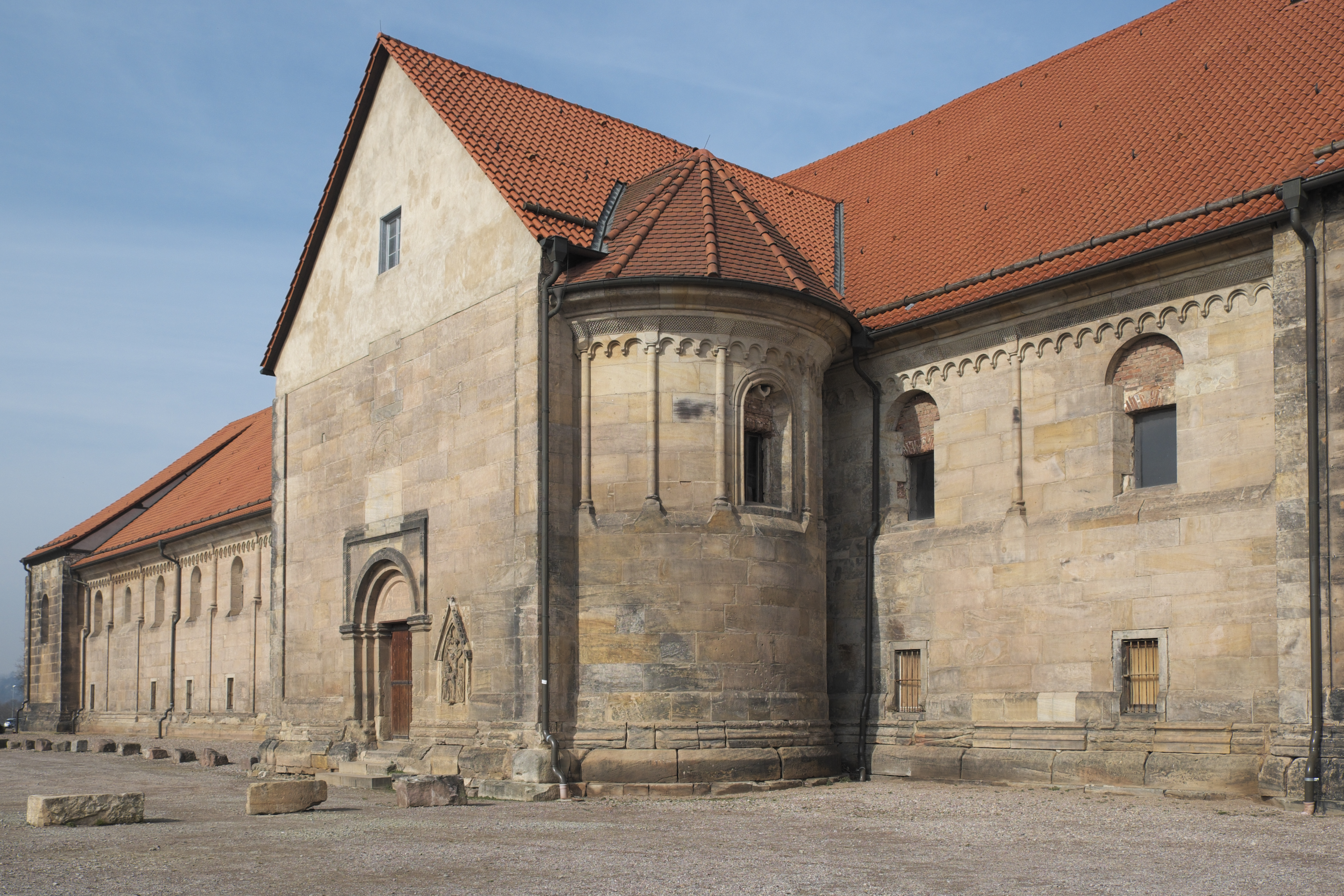
Chiesa di San Pietro costruita nel 1103-1147

La Peterskirche, la chiesa del monastero lunga 75 metri, fu costruita tra il 1103 e il 1147. Originariamente aveva due torri all'estremità orientale, che insieme alle torri della cattedrale di Erfurt e della Severikirche, dominavano lo skyline della città. Fino alla fine del XIII secolo, gli imperatori del Sacro Romano Impero e i re tedeschi spesso tenevano corte nella chiesa. Lì si svolsero anche i sinodi della chiesa. Nel novembre 1181 nella chiesa si tenne una Dieta Imperiale, presieduta dall'Imperatore Federico Barbarossa. Lì il cugino di Barbarossa Enrico il Leone si sottomise all'autorità dell'imperatore dopo diversi anni di opposizione e di guerra, e gli cedette la maggior parte delle sue terre.
Durante la Guerra dei trent'anni (1618-1648) Erfurt fu occupata, dal 1631, dalle truppe di Gustavo II Adolfo di Svezia. Nel 1632, gli svedesi sciolsero brevemente il monastero e lo convertirono temporaneamente in un monastero protestante nel 1633. Dopo l'occupazione rimasero solo tre monaci. La chiesa era stata danneggiata e i tesori e le scorte del monastero erano state saccheggiate. Il danno alla chiesa fu riparato nella prima e seconda fase di costruzione della cittadella, nel 1672 e nel 1727. Nel 1765 il suo interno fu reso barocco da stuccatori italiani.
Nel 1803 il monastero fu secolarizzato. Il 6 novembre 1813 le truppe prussiane bombardarono la cittadella occupata dai francesi e gran parte di essa prese a fuoco, compresi gli edifici della chiesa e del monastero. Gli edifici del monastero, oltre alla chiesa, furono in seguito completamente rimossi dalle forze prussiane che presero possesso della cittadella nel maggio 1814. Dal 1820 i resti della chiesa vennero utilizzati come deposito di farina e vettovaglie militari. Le torri furono smantellate, fu costruito un nuovo tetto e furono costruiti tre piani di stoccaggio all'interno. Nonostante queste modifiche, l'edificio conserva tracce di dettagli architettonici, sculture e pitture medievali e barocche, e si possono ancora apprezzare le dimensioni monumentali dell'edificio.
Dal 1993 la chiesa è stata utilizzata come spazio espositivo per l'arte concreta internazionale, ovvero l'arte che pone un forte accento sull'astrazione geometrica. Non ha niente a che vedere con il calcestruzzo, il materiale da costruzione.

### Caserma della difesa (Defensionkaserne)

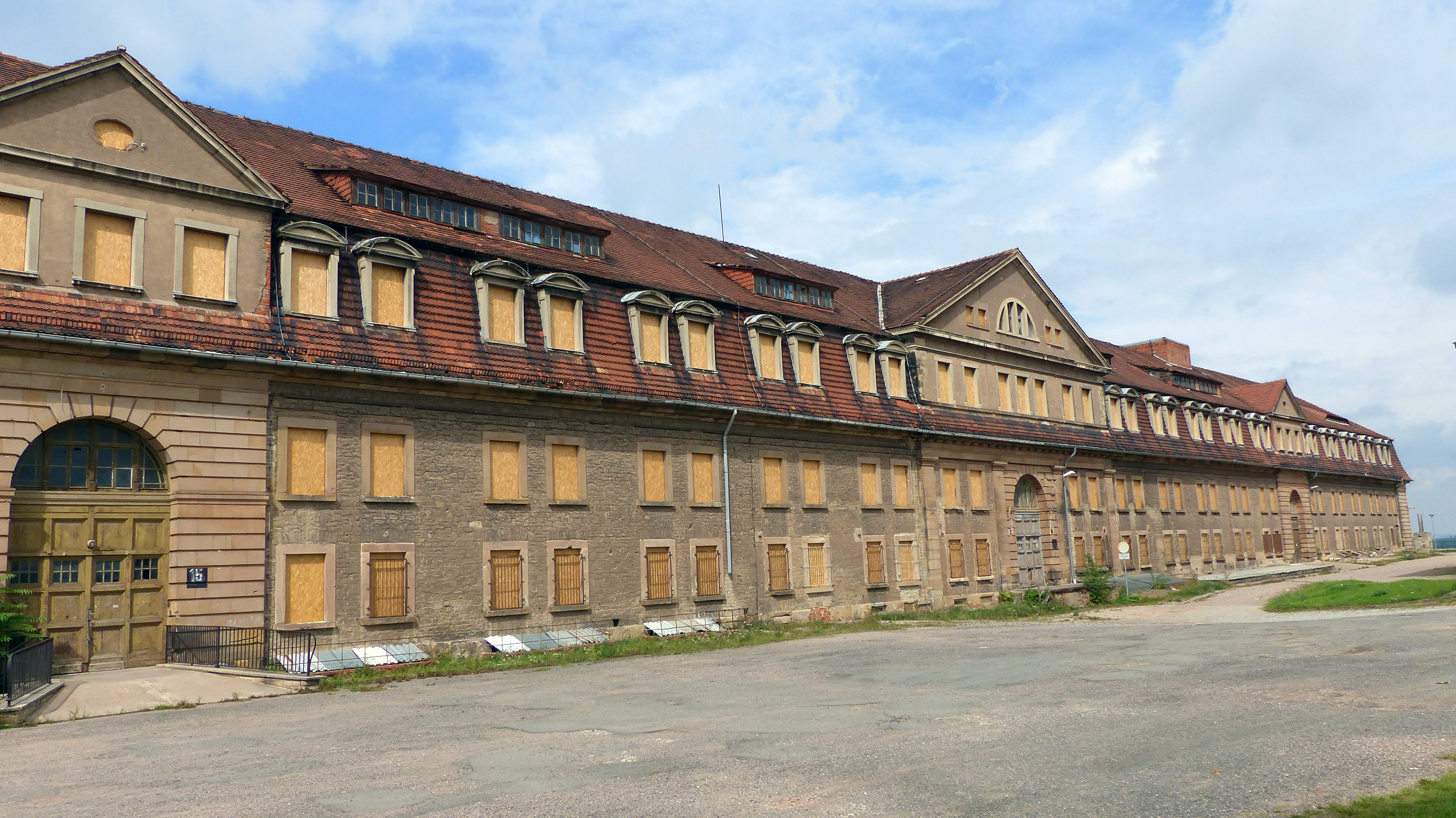
Caserma della difesa, 2014

La caserma della difesa, di gran lunga il più grande edificio della cittadella di Petersberg, fu costruita dal 1828 al 1831 dall'amministrazione prussiana, sul sito dell'ex monastero che era stato danneggiato da un incendio nel 1813 e successivamente demolito.
L'edificio è lungo 167 metri e largo 18,8. Le pareti esterne hanno uno spessore massimo di 2 metri. Poteva ospitare circa 500 soldati ed era costruito principalmente come postazione di artiglieria per ostacolare l'accesso nemico da nord all'altopiano superiore della cittadella. Dopo l'unificazione della Germania, nel 1871, l'edificio fu utilizzato principalmente per l'alloggio dei soldati e per deposito. Nel 1912-1913 fu ristrutturato e ampliato con un tetto a mansarda in stile neobarocco e l'aggiunta di grandi abbaini su entrambi i lati dell'edificio. Successivamente è stato quindi in grado di ospitare 750 soldati.
Dopo la fine della prima guerra mondiale, nel 1918, a seguito del trattato di Versailles del 1919, ci fu un graduale declino nell'uso delle strutture militari in Germania. La caserma venne usata come edificio residenziale e come alloggio per il personale della polizia civile e il Freikorps Thüringen, un'unità dell'esercito della milizia civile.
Durante il riarmo dell'esercito durante il periodo nazista, fu rinnovato l'uso militare della cittadella di Petersberg. Dal 1936 al 1938 parte della caserma fu utilizzata per ospitare il nuovo insediato Reggimento Fanteria Motorizzata n. 71, e dal 1938 al 1939 come quartier generale degli uffici amministrativi dell'esercito. Nel 1944 fu istituito un campo di transito per gli sfollati nella Caserma della difesa, che continuò ad essere usata dall'amministrazione sovietica di occupazione dopo la guerra.
Quando fu fondata la Repubblica Democratica Tedesca (Germania dell'Est), nel 1949, la cittadella fu nuovamente utilizzata dai militari. La caserma della difesa venne utilizzata per ospitare una scuola di polizia, la Kasernierte Volkspolizei (un precursore della Nationale Volksarmee - NVA), e dopo il 1956 la NVA di nuova costituzione. Dopo il 1963 la cittadella divenne proprietà della città di Erfurt e la caserma della difesa fu utilizzata come deposito. È vacante dal 2000 e sono in corso discussioni su come verrà ripristinata e utilizzata.

### Caserma A (Kaserne A)

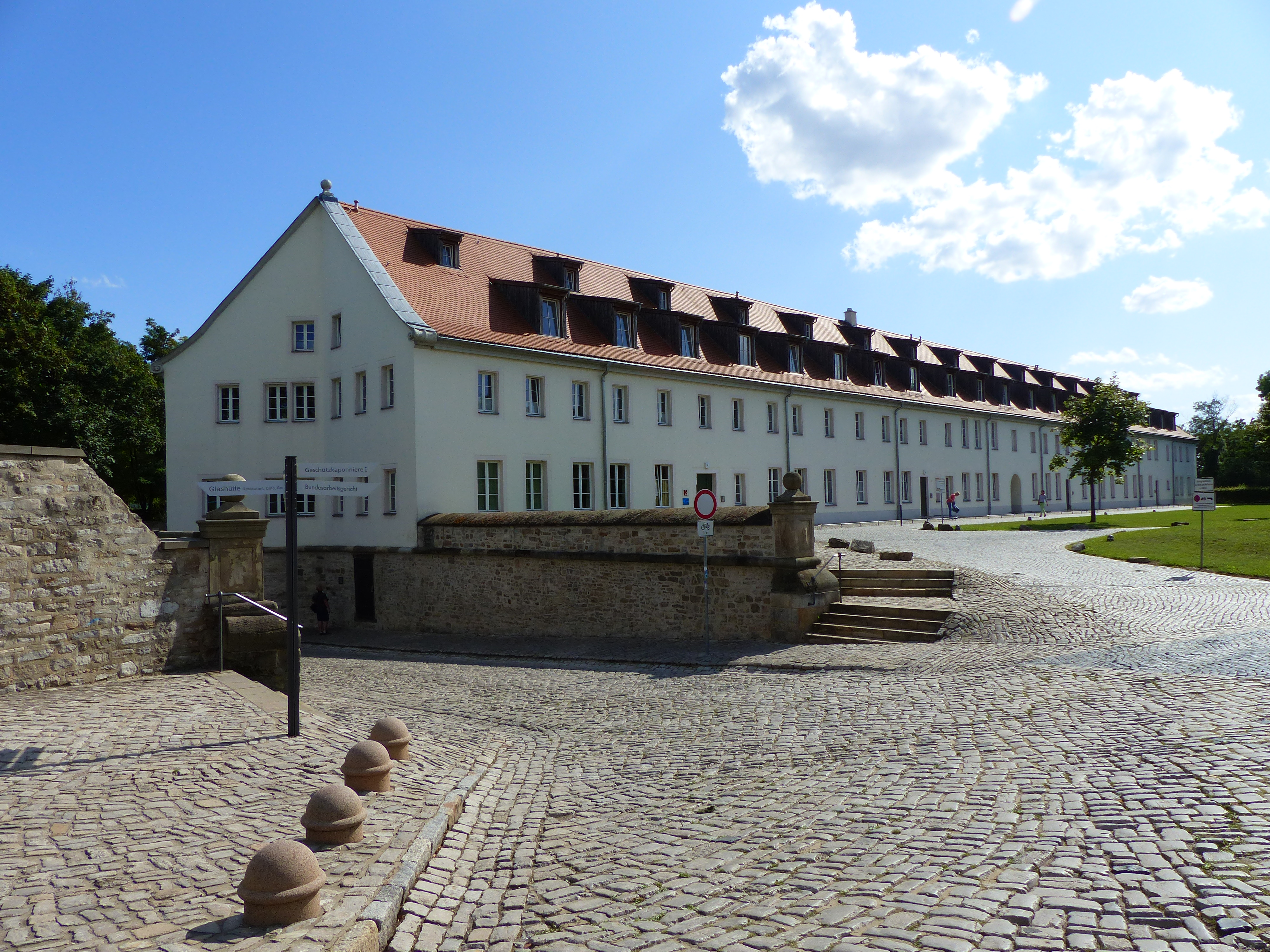
Caserma A, 2014

La Caserma A fu costruita nel 1675. L'edificio lungo 94 metri è un gruppo di quattro edifici uniti con ingressi separati e un portale centrale che fornisce l'accesso a un cortile sul retro. Fu utilizzata come caserma fino alla fine della prima guerra mondiale nel 1918. Successivamente è stata utilizzata per l'edilizia civile. Dal 1935 al 1945 ha ospitato il Wehrbezirkskommando (quartier generale del comando militare del distretto). Dal 1945 è stata una casa per anziani. L'edificio è stato restaurato tra il 2000 e il 2001 e ora ospita appartamenti privati e uffici.

### Caserma inferiore (Untere Kaserne)
La Caserma inferiore fu costruita intorno al 1690. Oggi ospita il Commissariato Federale per gli Archivi della Stasi, ufficialmente Bundesbeauftragt für die Stasi-Unterlagen (BStU). Ospita mostre e visite guidate, in tedesco, ogni terzo giovedì del mese. La BStU dispone di 15 archivi regionali di questo genere in Germania.

### Caserma dell'artiglieria (Artilleriekaserne)
La caserma dell'artiglieria fu costruita tra il 1679 e il 1681. Le ali laterali furono aggiunte all'edificio nel 1825. Fu in uso militare fino al 1964, quando ospitò il quartier generale militare. È stata restaurata nel 1990-1993. Ora ospita gli uffici amministrativi del dipartimento della Turingia per la protezione dei monumenti e l'archeologia (Thüringische Landesamt für Denkmalpflege und Archäologie, TLDA).

### Alloggi del sergente della manutenzione (Schirrmeisterei)
Gli alloggi del sergente della manutenzione furono costruiti nel 1530 come parte del Monastero di San Pietro e Paolo. Dal 1665, quando i militari presero il controllo del sito, furono utilizzati come Marketenderei, in italiano "vendita di alimentari ai membri delle truppe". Erano un negozio che vendeva provviste ai soldati. Dopo il 1820 divennero un cortile agricolo per la guarnigione prussiana.

### Chiesa di San Leonardo (Leonhardskirche)
Non si sa esattamente quando fu costruita la Leonhardskirche, ma la prima menzione di essa risale al 1185. In origine era in stile romanico, ma dopo che il sito divenne una fortezza le finestre furono modificate e l'edificio divenne un deposito di artiglieria. È stata distrutta in un raid aereo della seconda guerra mondiale. All'inizio degli anni 1990 le fondamenta furono scavate e sono ora visibili.

## Galleria d'immagini

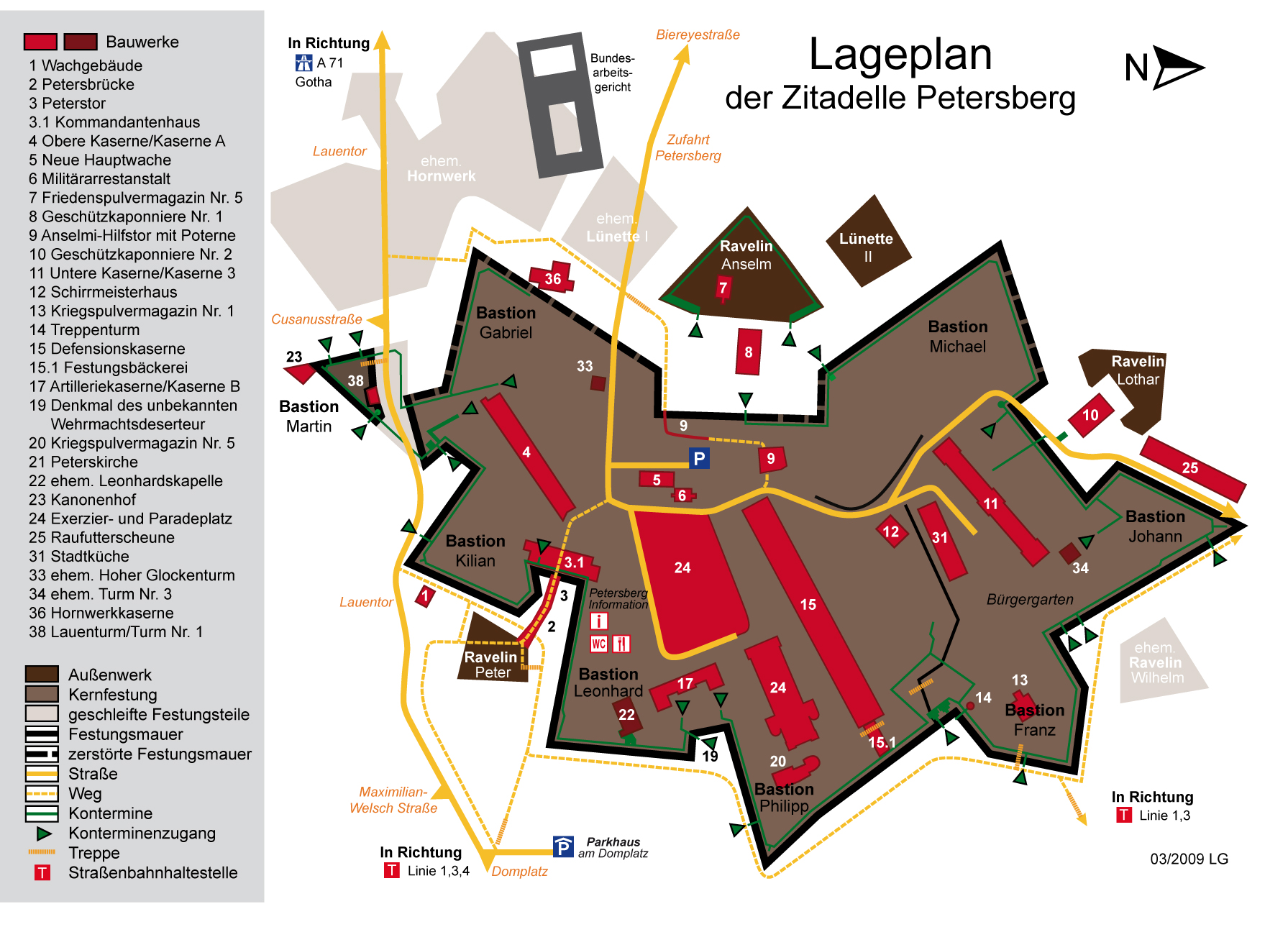
Pianta della cittadella di Petersberg, 2009
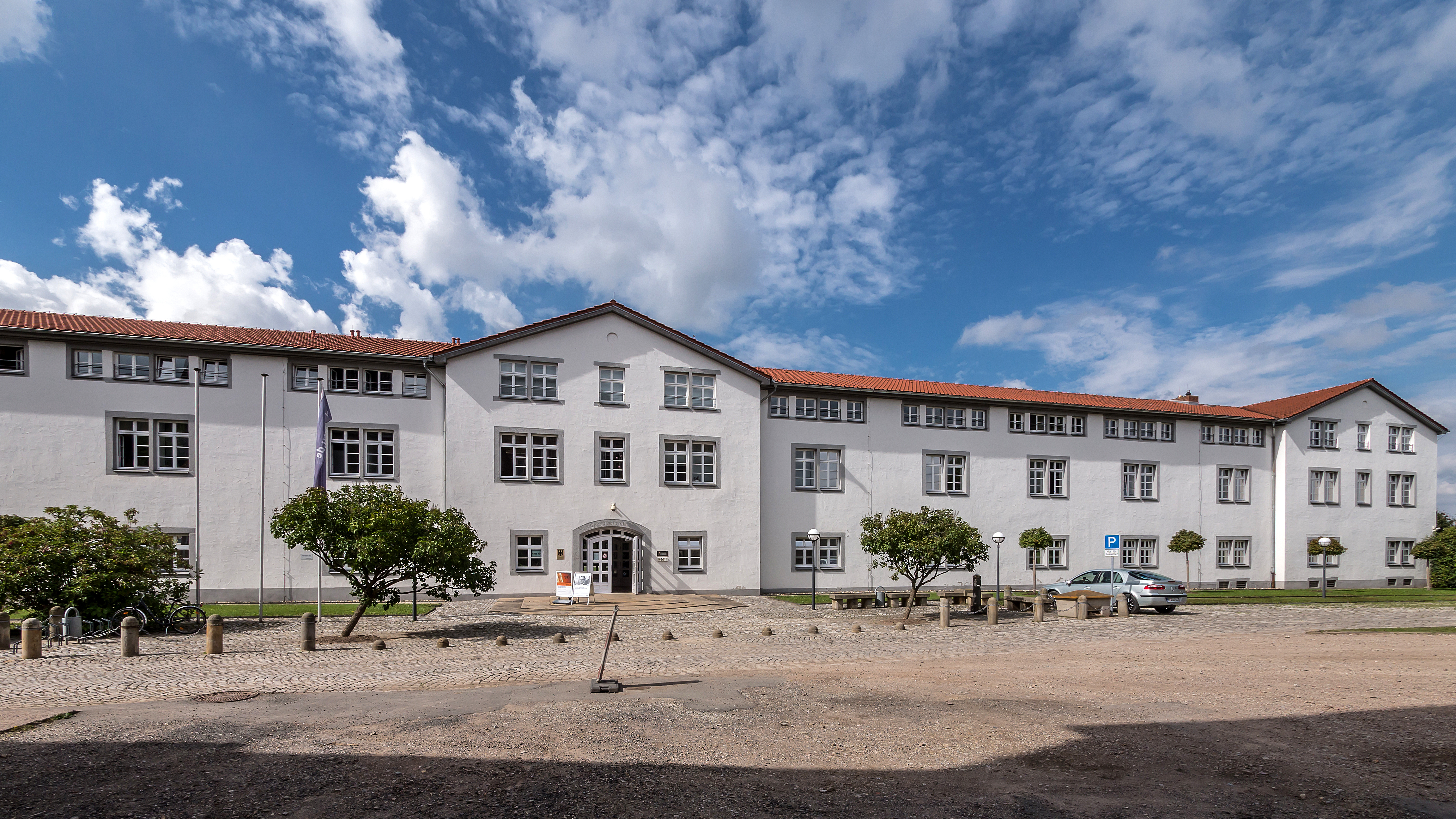
Ex caserma inferiore, ora Archivio della Stasi, costruita c. 1690
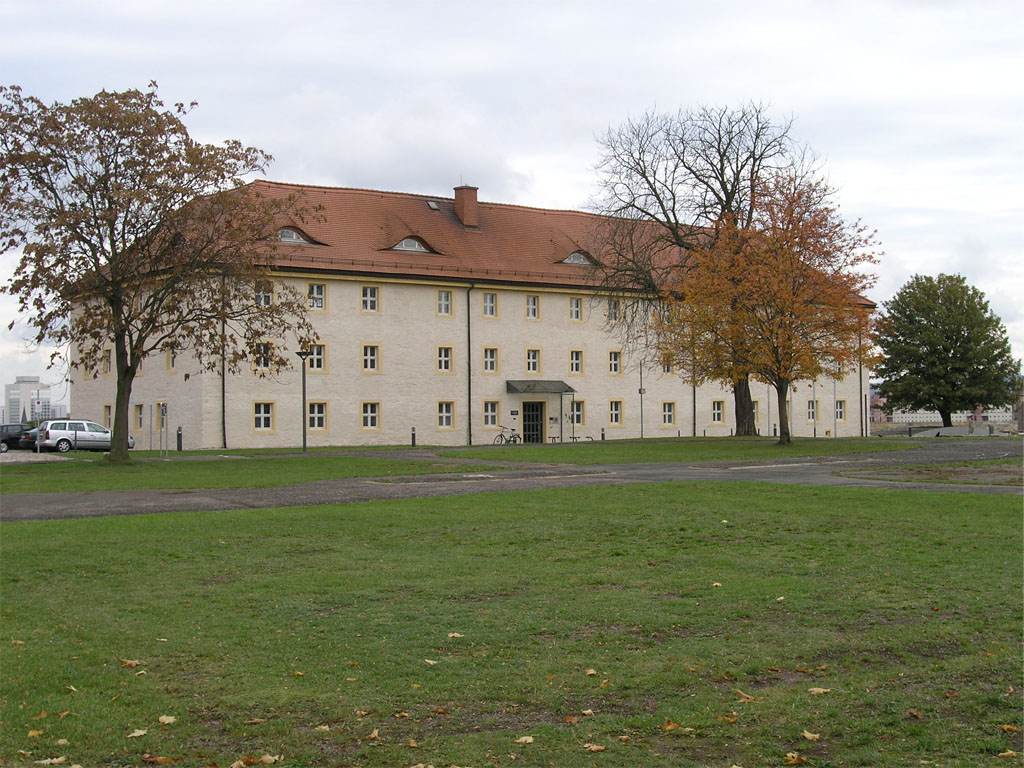
Caserma dell'artiglieria, costruita 1679-1681
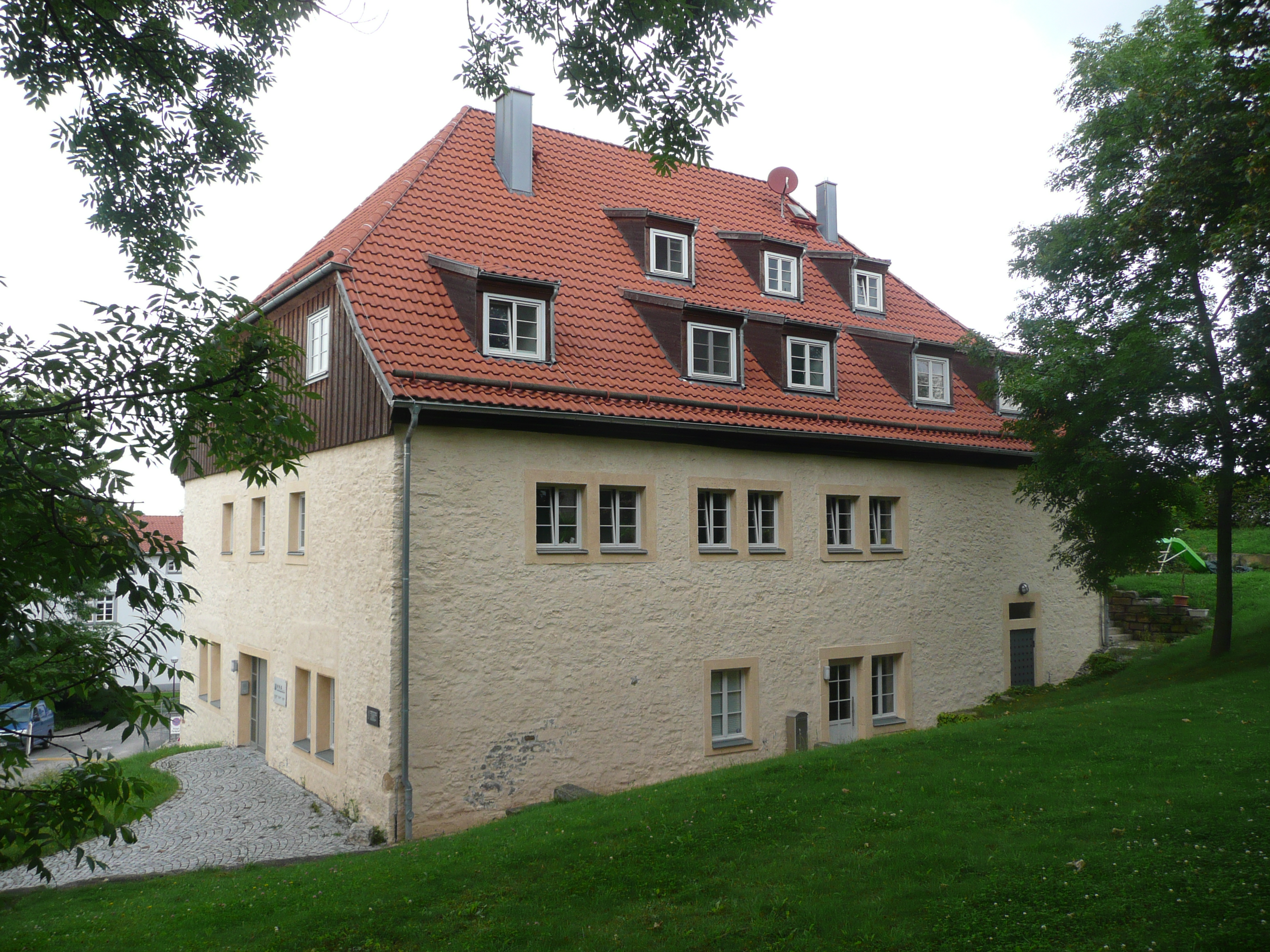
Alloggi del sergente della manutenzione, costruiti 1530
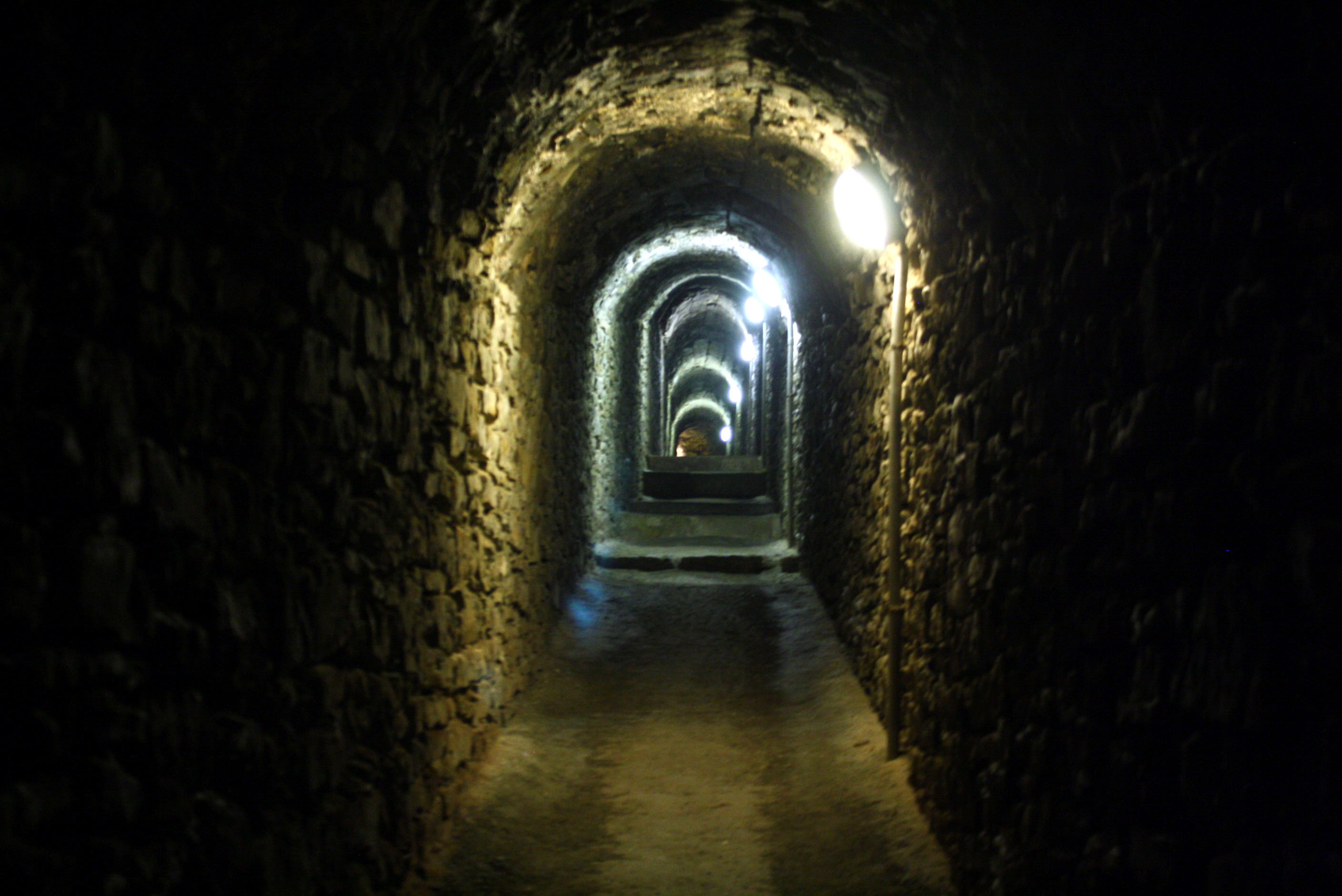
Tunnel, Cittadella di Petersberg
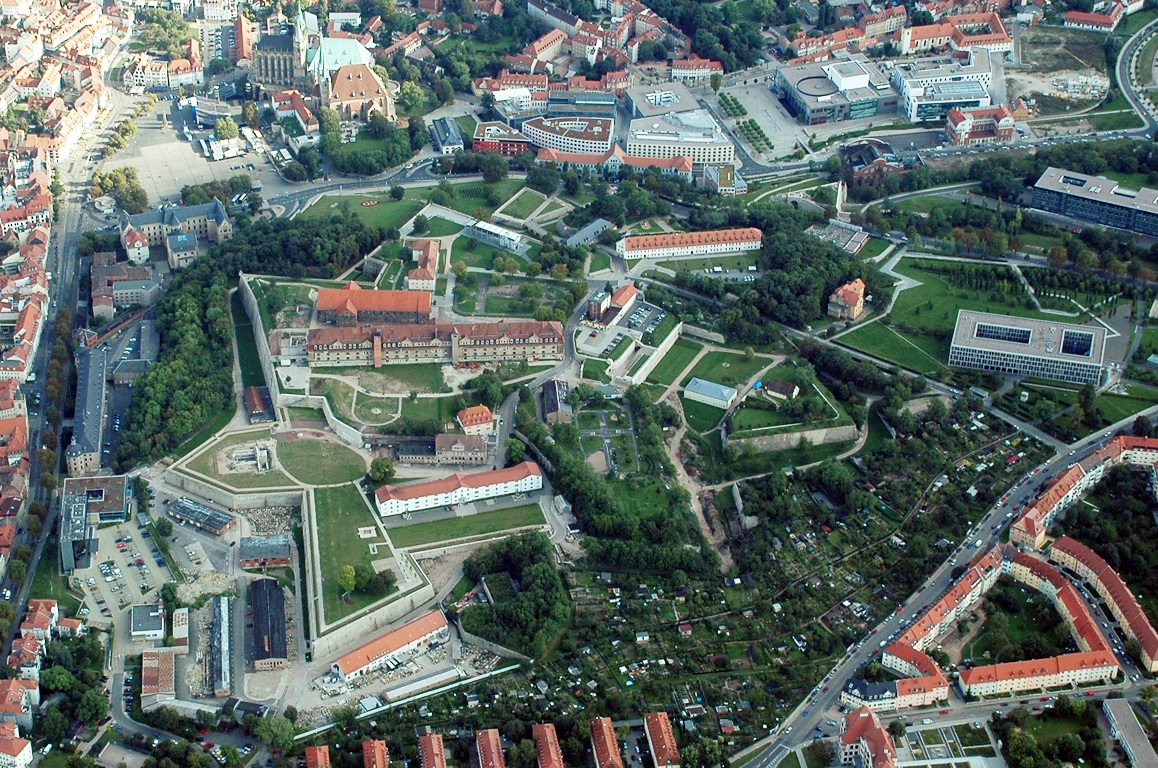
Vista aerea della Cittadella di Petersberg, 2007
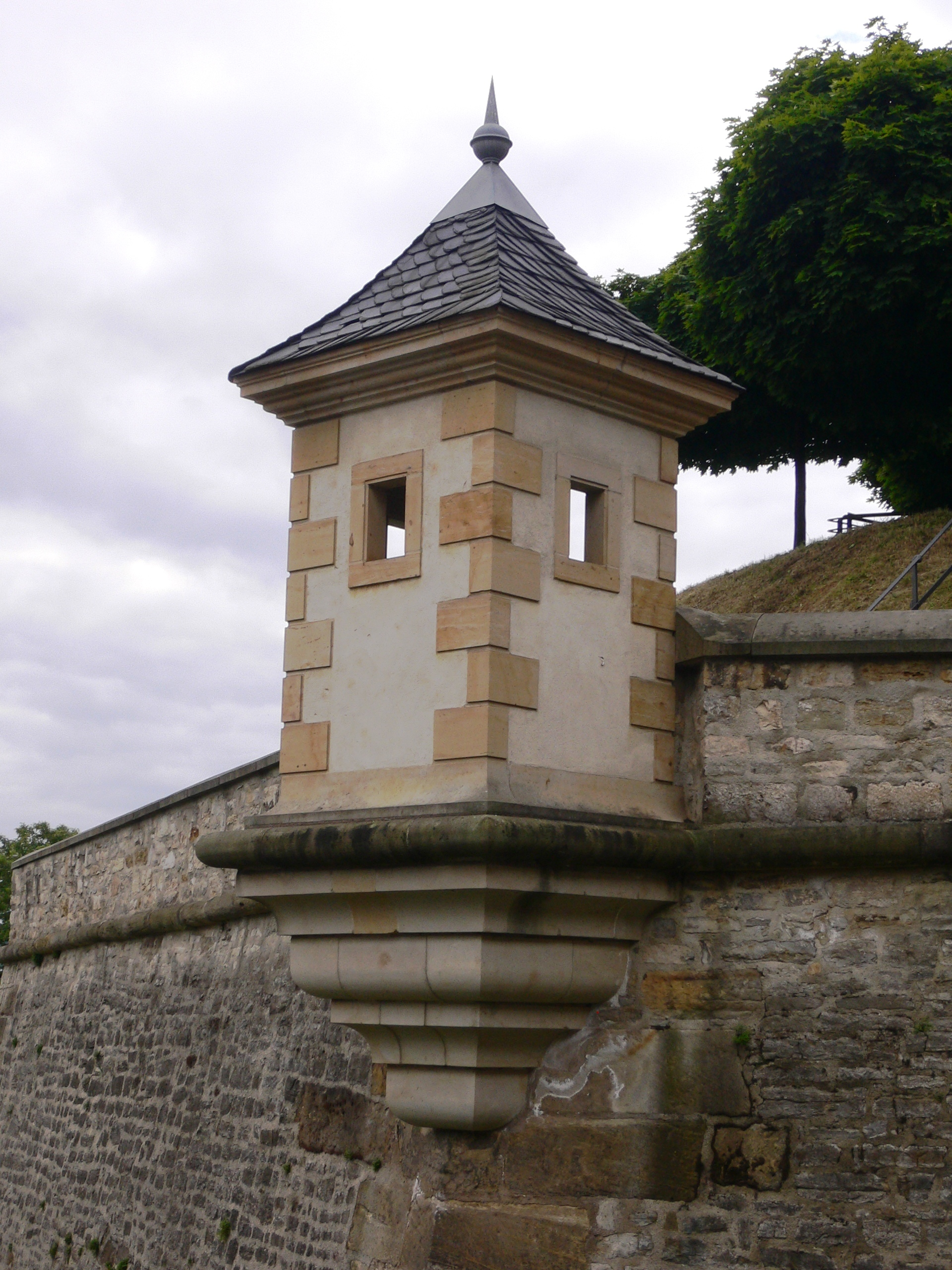
Garitta, Cittadella di Petersberg
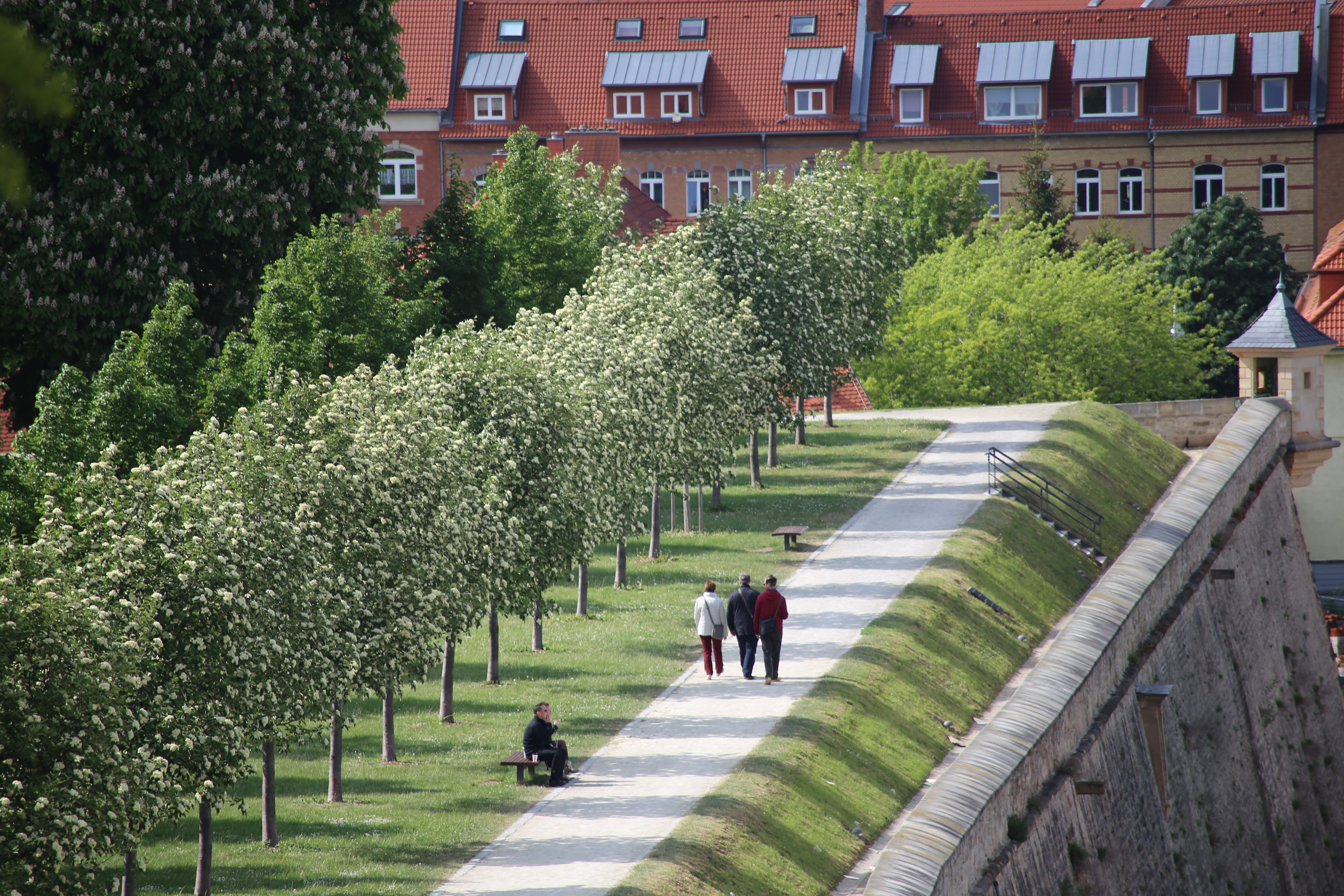
Passaggio, Cittadella di Petersberg, maggio 2015
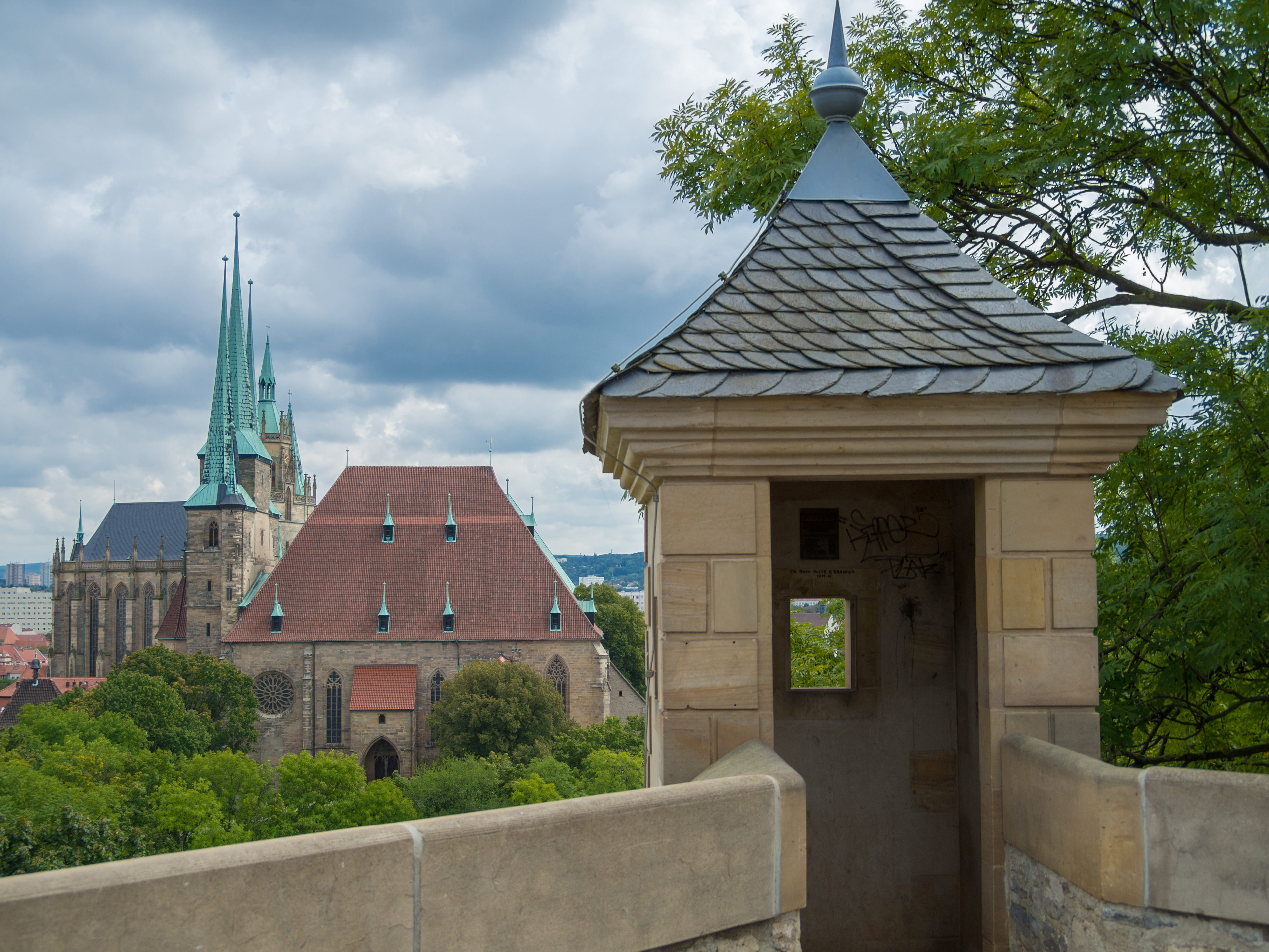
Cattedrale di Erfurt e Severikirche viste dalla Cittadella di Petersberg
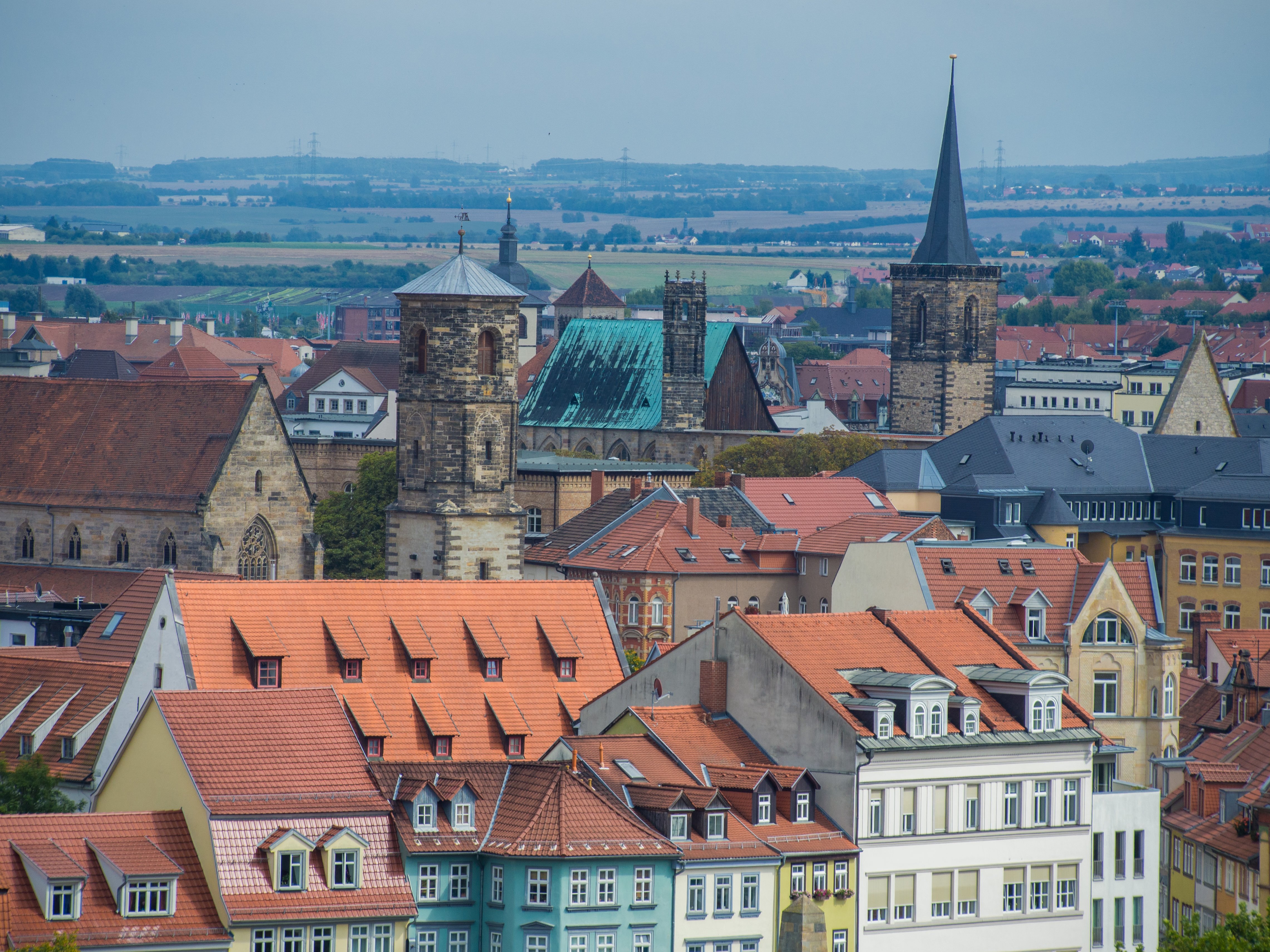
Vista della città vecchia di Erfurt dalla Cittadella di Petersberg, 2014
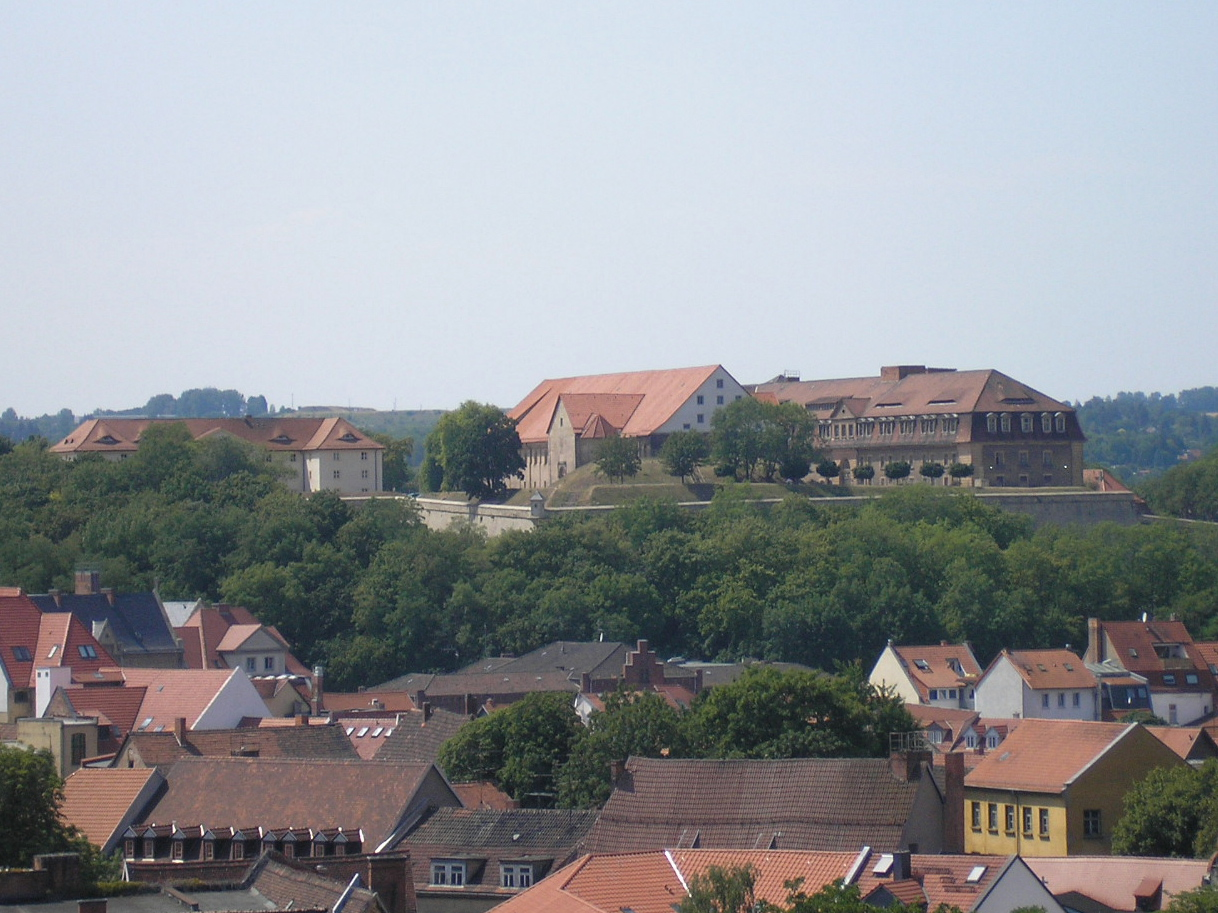
Chiesa di San Pietro e caserma della difesa
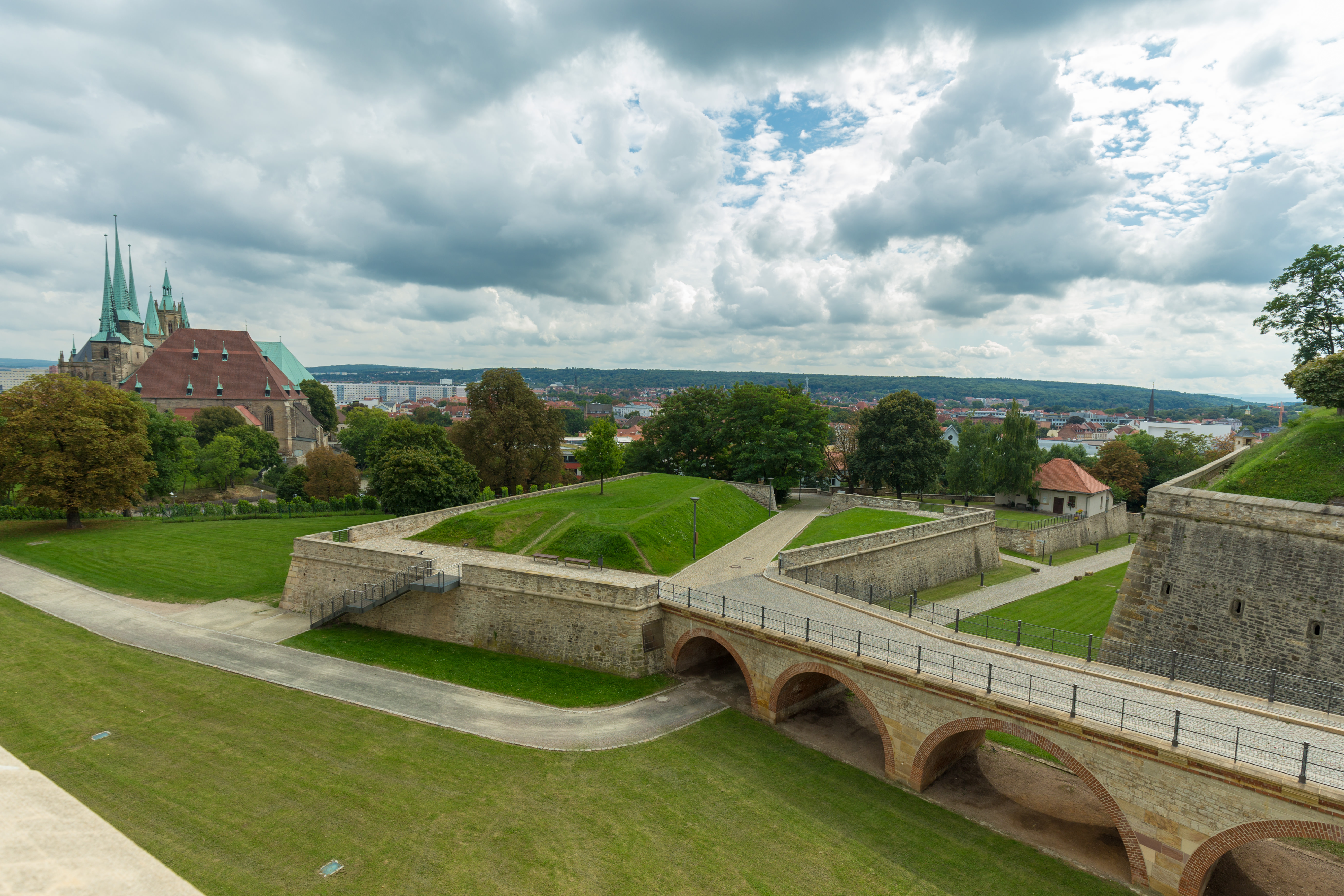
Rivellino Peter, costruito nel 1708, e ponte di accesso, Cittadella di Petersberg, 2014
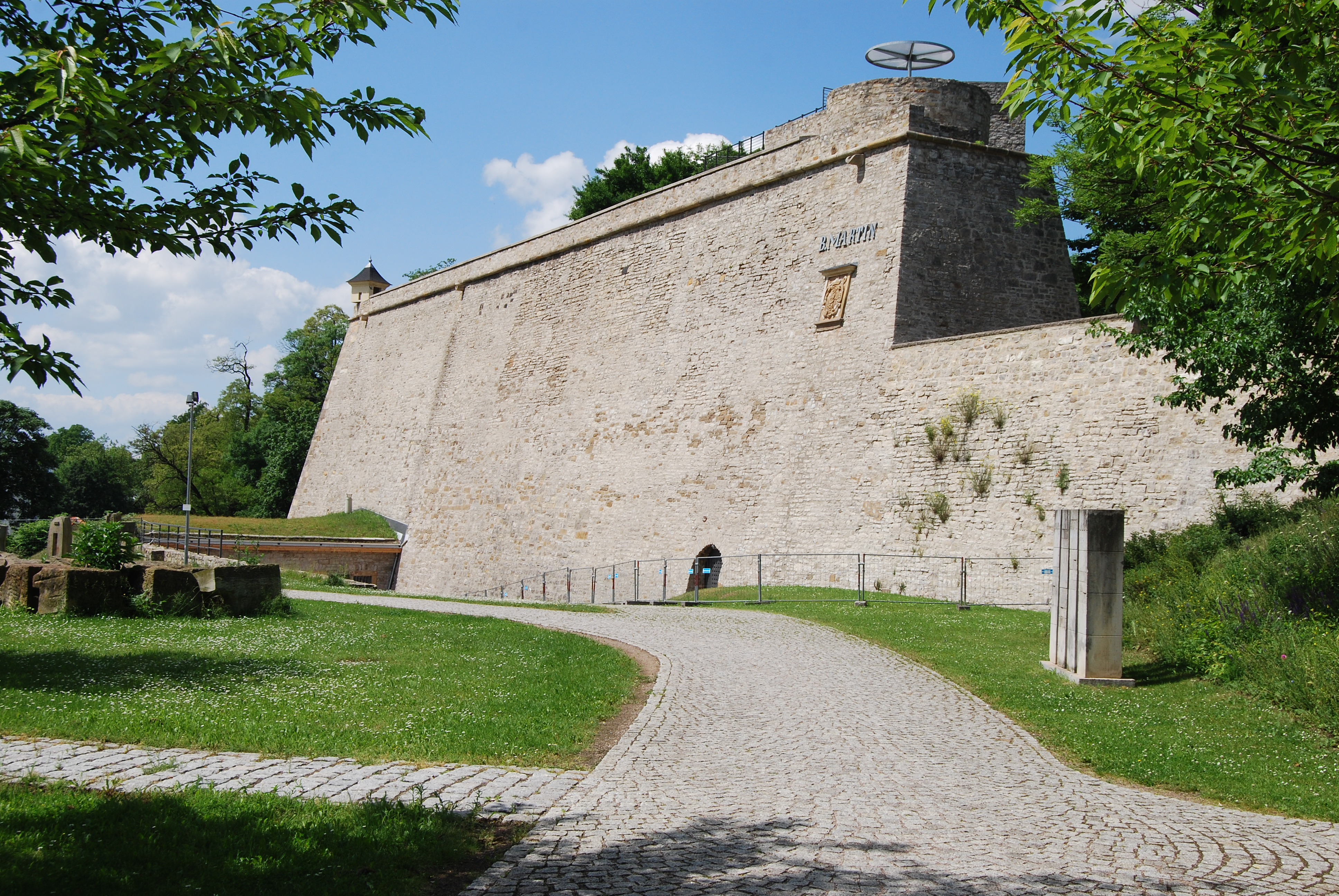
Bastione Martin, Cittadella di Petersberg, costruito 1667-68,
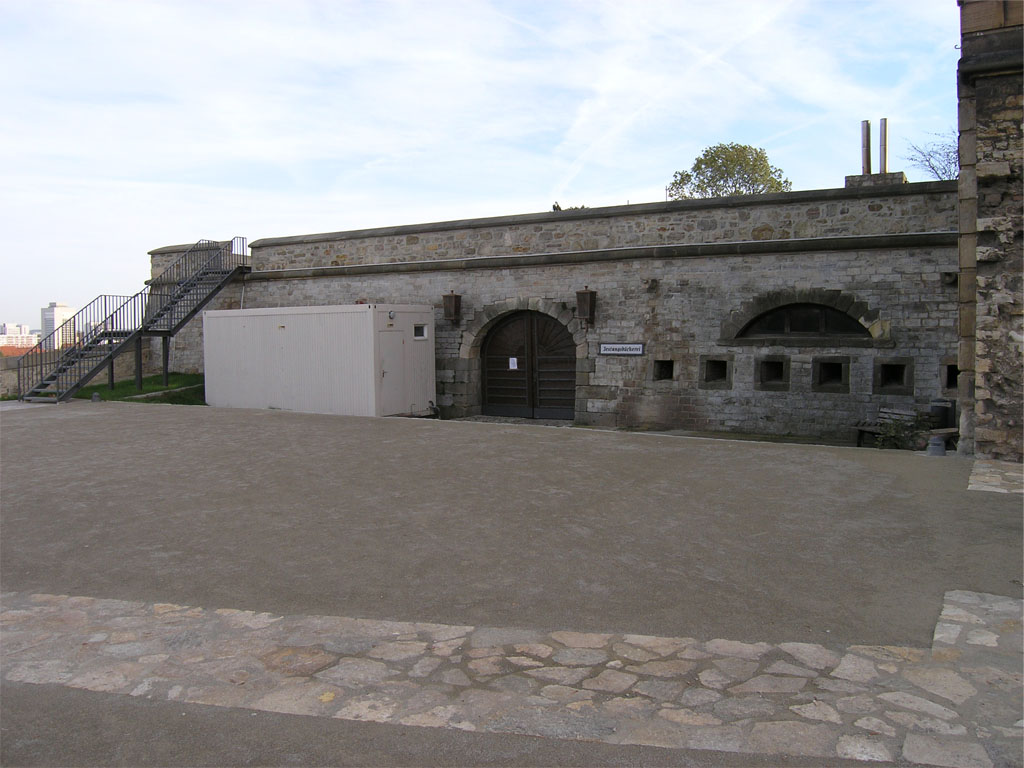
Forno della fortezza, Cittadella di Petersberg, costruito nel 1832
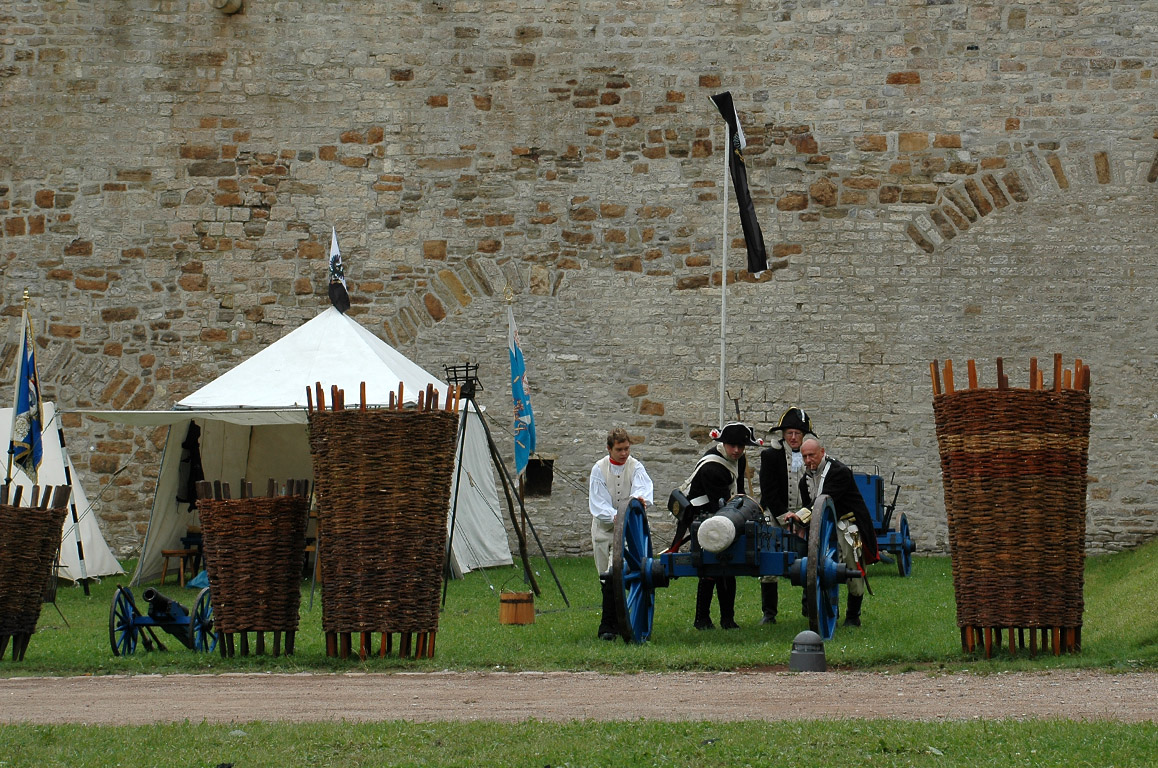
Rievocazione storica dei soldati prussiani con cannone alla Cittadella di Petersberg, 2007
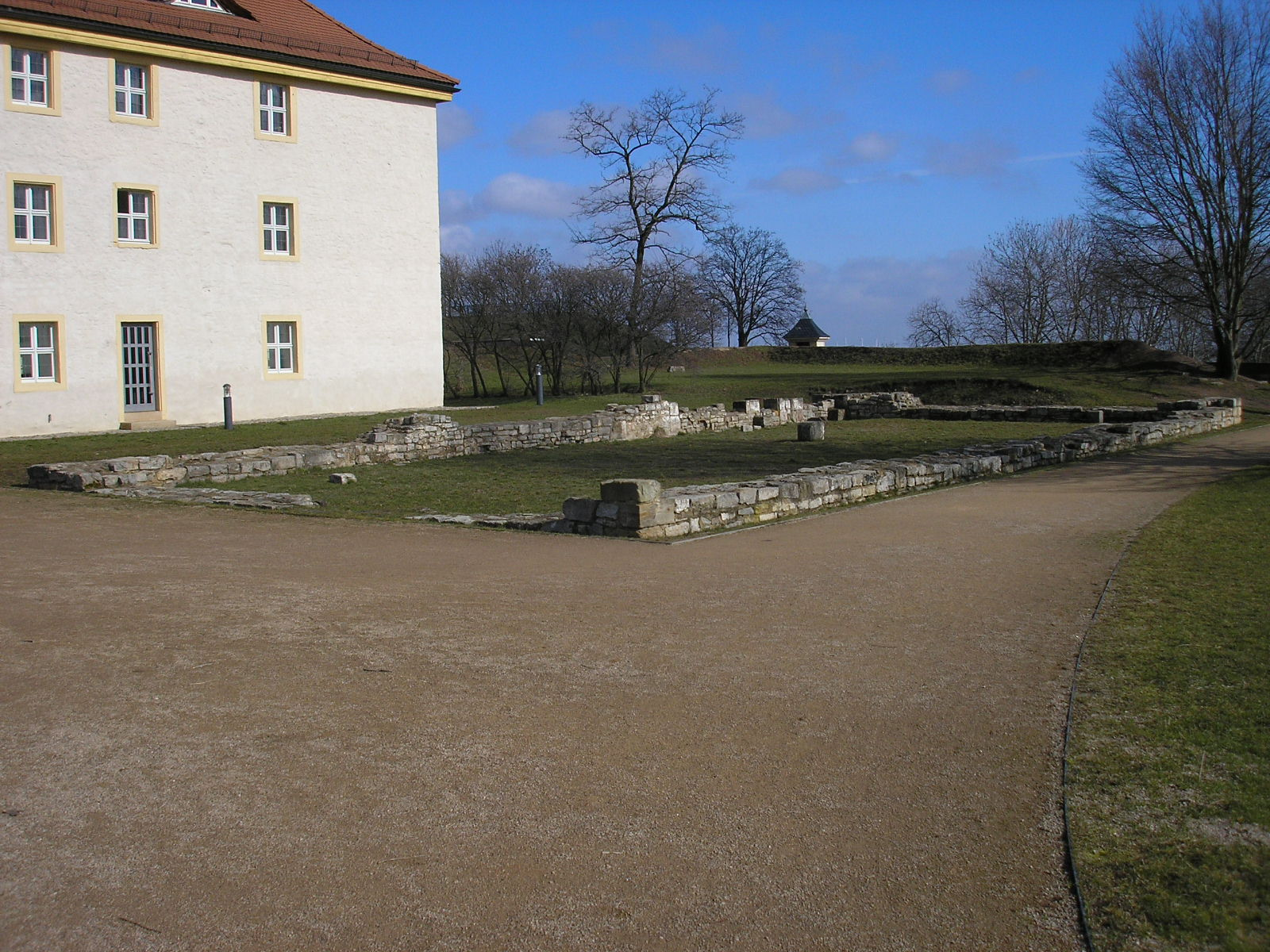
Fondamenta della Leonhardskirche